# Saint-Kilda
Vous lisez un « bon article » labellisé en 2009.
Pour les articles homonymes, voir St Kilda.
Saint-Kilda (en gaélique écossais : Hiort, prononcé : /hirˠʃt/) est un archipel écossais, isolé dans l'océan Atlantique et situé à 64 km à l'ouest-nord-ouest de l'île de North Uist et à 160 km à l'ouest des côtes écossaises. 
Faisant partie de la division administrative de l'archipel des Hébrides extérieures, il en contient les îles les plus à l'ouest. L'île principale est Hirta, dont les falaises maritimes sont les plus hautes du Royaume-Uni. La population de l'archipel, de langue gaélique, devint inférieure à 100 habitants après 1851 et n'a probablement jamais dépassé 180. Elle fut entièrement évacuée à sa propre demande en 1930 et les seuls habitants sont désormais des militaires.
L'héritage historique de ces îles contient de nombreux éléments architecturaux uniques remontant à la Préhistoire, bien que le premier écrit mentionnant une présence humaine date du bas Moyen Âge. Le village médiéval sur Hirta fut reconstruit au XIXe siècle puis évacué en 1930 devant la rudesse des conditions de vie, ce qui inspira de nombreuses adaptations artistiques dont un spectacle filmé depuis Saint-Kilda et retransmis en direct à travers l'Europe par satellite. La totalité de l'archipel est la propriété du National Trust for Scotland et le site classé de Saint-Kilda, s'étendant sur 225 km2 en comptant la partie maritime, est l'un des quatre sites écossais classés au patrimoine mondial par l'UNESCO avec Édimbourg, Skara Brae et New Lanark. Les îles sont une zone de reproduction pour de nombreuses espèces d'oiseaux marins dont les fous de Bassan (deuxième plus importante colonie mondiale), les pétrels, les macareux moines et les océanites cul-blancs. Saint-Kilda possède également des sous-espèces spécifiques de troglodyte mignon et de mulot et deux races de moutons. Des groupes de bénévoles travaillent sur les îles pendant l'été pour restaurer les nombreux bâtiments en ruines que les habitants ont laissés derrière eux, et partagent les îles avec la petite base militaire établie en 1957.

## Étymologie

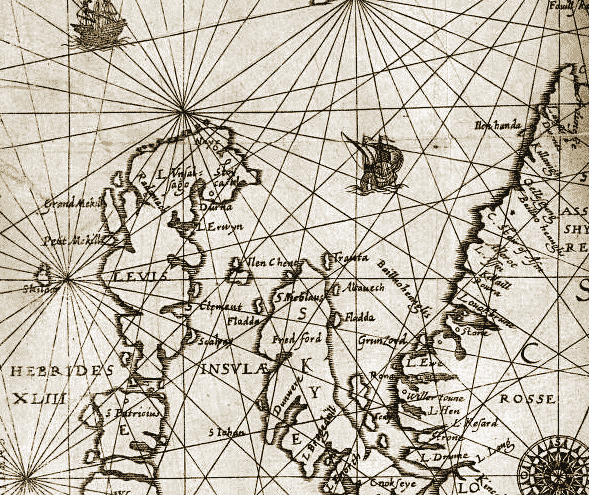
Carte de Nicholas de Nicolay faisant mention de Skildar.

Il n'existe pas de saint connu sous le nom de Kilda, et de nombreuses hypothèses ont été proposées pour expliquer l'origine du nom, datant du XVIe siècle. Hamish Haswell-Smith trouva mention de Saint-Kilda sur une carte hollandaise de 1666 et proposa que le nom pouvait venir du vieux norrois (dont le dialecte occidental était parlé dans certaines parties de l'Écosse) sunt kelda (« eau douce de source »), ou d'une erreur des Hollandais pensant que la source Tobar Childa était dédiée à un saint. L'écrivain écossais Martin Martin, auteur de deux livres sur Saint-Kilda, visita l'archipel en 1697 et pensait que le nom « venait d'un certain Kilder qui vivait là, et qui donna aussi son nom à la source Toubir-Kilda » (autre orthographe de Tobar Childa).
Charles Maclean a suggéré de nombreuses pistes : le nom peut être une altération du vieux norrois pour la source sur Hirta, Childa, et il remarque ainsi qu'une carte de 1588 identifie l'archipel sous le nom de Kilda. Il formule aussi deux autres hypothèses : une référence aux Culdee, les anachorètes qui ont apporté le christianisme à l'île, ou une altération du nom gaélique pour la principale île de l'archipel, puisque les insulaires prononçaient les « r » comme des « l » et se référaient ainsi à Hirta par Hilta. Steel ajoute du crédit à cet argument en faisant remarquer que les insulaires prononçaient le « H » de « façon presque gutturale », faisant en sorte que la prononciation de Hirta ressemble à Kilta.

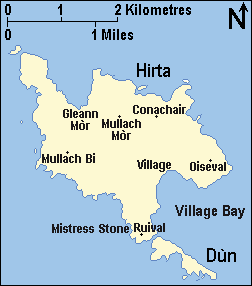
Carte moderne de Hirta en montrant bien le contour.

Charles Maclean suggère également que les Hollandais peuvent avoir commis une simple erreur cartographique en confondant Hirta avec Skildar, qui est l'ancien nom d'après Fleming de l'île de Haskeir, située à 40 km au sud-est de Saint-Kilda. Quine formula aussi l'hypothèse d'un nom venant d'une série d'erreurs cartographiques, commençant avec le mot Skildir signifiant « bouclier » en vieil islandais (proche de l'anglais shield), et apparaissant comme Skildar sur une carte de 1583 de Nicholas de Nicolay. L'hypothèse propose ensuite que Lucas J. Waghenaer ait propagé l'erreur dans ses cartes de 1592 mais sans le « r » et avec un point après le « S », donnant S.Kilda ; d'autres auraient alors compris qu'il s'agissait de l'abréviation d'un saint, créant la forme St Kilda. Cependant, Martin écrivit que « tous les marins l'appellent St Kilda ; et dans les cartes maritimes St. Kilder, en particulier dans la carte maritime hollandaise de l'Irlande à la Zélande, publiée à Amsterdam par Peter Goas en 1663 ». Ceci est déjà 70 ans après la publication des cartes de Waghenaer, mais on ne sait pas si l'usage par les insulaires provient de son erreur ou d'une autre raison. Plus tard dans son ouvrage, traitant des traditions concernant les îles Flannan, Martin ajoute qu'il est « erroné d'appeler l'île de Saint-Kilda par son vrai nom irlandais Hirt, mais qu'il faut dire 'le haut pays' » ; ceci fait référence à l'habitude des insulaires de se référer à Hirta comme « le haut pays » et à Boreray par « le pays du nord ».
L'origine de « Hirta », bien antérieur à Saint-Kilda, est également sujette à interprétation. Martin affirma que « Hirta vient de l'irlandais Ier, ce qui en cette langue signifie 'ouest' ». Maclean propose différentes options, parmi lesquelles un mot celte (Haswell-Smith suggère El-hirt signifiant « dangereux » ou « mortel »), ou le gaélique écossais h-Iar-Tir (« terre de l'ouest »). S'appuyant sur une saga décrivant un voyage au début du XIIIe siècle en Irlande, qui mentionne une visite aux îles de Hirtir, il propose également que la forme de Hirta ressemble à un cerf qui se dit Hirtir en vieux norrois. De son côté, Steel cite le révérend Neil Mackenzie, qui habita là de 1829 à 1844, et pour qui le nom vient du gaélique l-Àrd (« haute île »), avec comme possibilité la provenance du vieux norrois Hirt (« berger »). Enfin, Murray suppose comme origine le vieux norrois Hirðö (« l'île du troupeau »), qui se prononce 'Hirtha'. Toutes ces hypothèses sont examinées en détail par Coates.

## Géographie et géologie
Pour un article plus général, voir Géographie de l'Écosse.

Carte de l'archipel.

Les îles sont composées de roches magmatiques datant du tertiaire (granite et gabbro), particulièrement marquées par les pluies et le vent violent de l'Atlantique nord. L'archipel est le reste d'un volcan qui n'est plus en activité depuis longtemps, et qui s'élève à partir d'un plateau à 40 m sous la mer,. Hirta s'étend sur 670 hectares et est la plus grande île de l'archipel, en comprenant plus de 78 % des terres émergées. Viennent ensuite Soay (du vieux norrois « l'île du mouton ») avec 99 hectares, puis Boreray (du vieux norrois « île fortifiée » ou « île du fort ») avec 77 hectares. Soay se trouve à 0,5 km au nord-ouest de Hirta, et Boreray à 6 km au nord-est. Stac an Armin (de l'écossais « stack du guerrier »), Stac Lee (de l'écossais « le stack gris ») et Stac Levenish (signifiant « ruisseau » ou « torrent ») sont parmi les plus petits îlots et stacks. Dùn, toponyme courant dans les langues celtiques pour « Dun », est une île protégeant Village Bay des vents du sud-ouest, mettant ainsi à l'abri le village sur Hirta. Dùn fut à une époque reliée à Hirta par une arche naturelle, et Maclean suggère que celle-ci s'est brisée lorsqu'elle fut percutée par un galion fuyant la défaite de l'Invincible Armada ; dans une explication plus crédible et moins romantique, Fleming suggère que l'arche fut simplement balayée par une des grosses tempêtes qui secouent les îles chaque hiver.

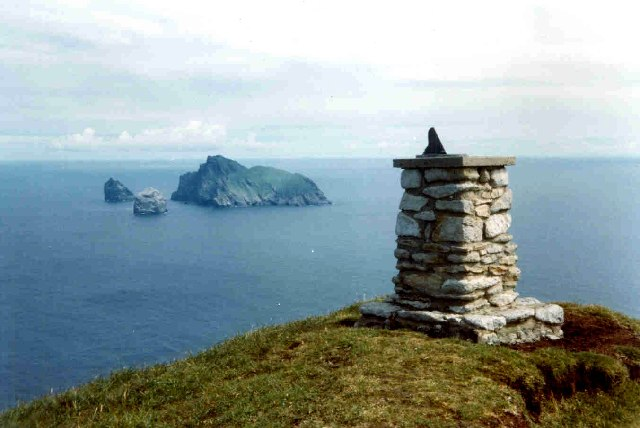
De gauche à droite, Stac an Armin, Stac Lee et Boreray vus depuis le plus haut point de l'archipel, Conachair sur Hirta.

Le plus haut point de l'archipel, Conachair (signifiant « colline » ou « phare »), culmine à 430 m sur Hirta au nord du village. Toute sa face nord est une falaise verticale de plus de 300 m de haut qui tombe à pic dans la mer et constitue ainsi la plus haute falaise maritime du Royaume-Uni. Oiseval (« colline de l'est ») culmine à 290 m, au sud-est, et Mullach Mòr (« gros sommet de la colline ») à 361 m, à l'ouest de Conachair. Ruival (« colline rouge ») à 137 m et Mullach Bi (« pilier/colonne du sommet ») à 358 m dominent les falaises de l'ouest. Les plus hauts points sont à 384 m sur Boreray, 378 m sur Soay, 196 m sur Stac an Armin et 172 m sur Stac Lee, ce qui en fait les plus hauts stacks de Grande-Bretagne. Plusieurs ont considéré les falaises de Saint-Kilda comme les plus spectaculaires des îles Britanniques : « [Saint-Kilda] est un trésor divin fou de tous les paysages somptueux et superflus qu'il ait jamais conçu dans sa folie. Il les a éparpillés au hasard, isolés dans l'Atlantique à 160 km des influences corruptrices du continent, 64 km à l'ouest de l'île la plus à l'ouest des Hébrides extérieures. Il a gardé pour lui-même seulement les meilleurs morceaux et tissé auteur d'eux un terrain comme preuve de sa folie,. »

## Climat

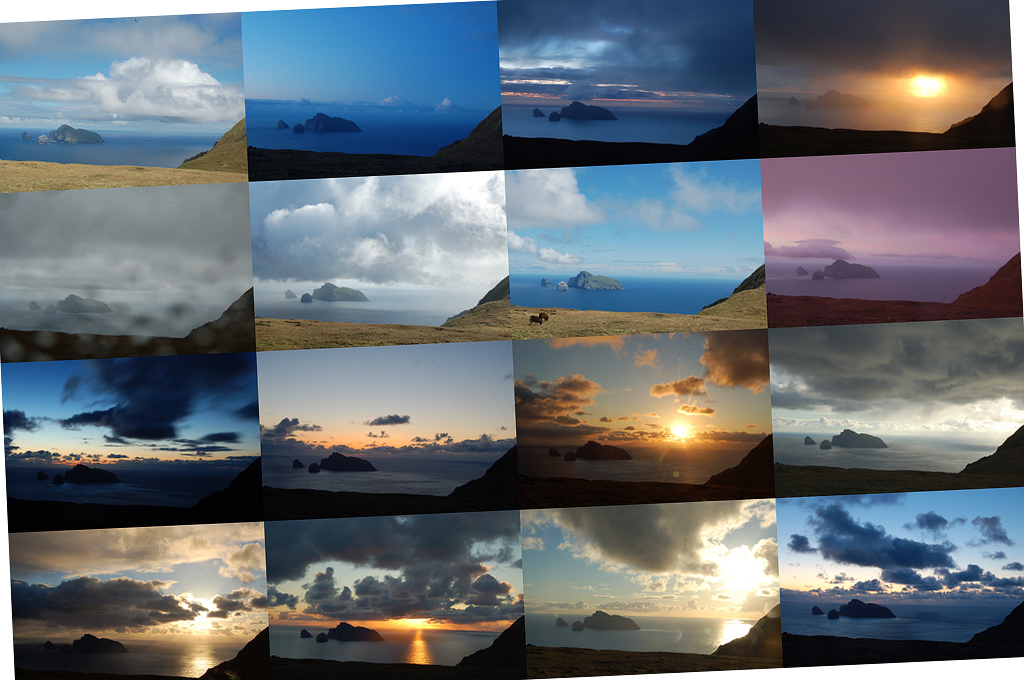
Différentes expressions de la météo à Saint-Kilda.

Bien qu'à 64 km de la terre la plus proche, Saint-Kilda est visible d'aussi loin que la ligne de crête au sommet des Cuillin de l'île de Skye à 129 km de là. Le climat est océanique avec de fortes précipitations (1 400 mm) et humidité. Les températures sont généralement fraîches, avec une moyenne de 5,6 °C en janvier et 11,8 °C en juillet. Les vents dominants, particulièrement forts en hiver, viennent du sud et sud-ouest. Leur vitesse atteint 13 km/h dans 85 % des cas, et dépasse les 24 km/h dans 30 % des cas. Sur l'échelle de Beaufort, les vents de force 8 à 9 (i.e. entre 62 km/h et 88 km/h) surviennent dans moins de 2 % des cas ; au Royaume-Uni, des avis de coup de vent sont alors diffusés par le service national de météorologie. Des rafales surviennent assez régulièrement au niveau des sommets. Le marnage (différence entre la marée basse et la marée haute) est de 2,9 m. Les vagues de 5 m sont courantes, ce qui rend l'amarrage délicat voire impossible à certains moments de l'année,. Grâce à sa position dans l'océan, l'île est en revanche bien protégée de la neige, qui ne survient que douze jours par an.

## Faune et flore
Pour des articles plus généraux, voir Faune de l'Écosse et Flore de l'Écosse.

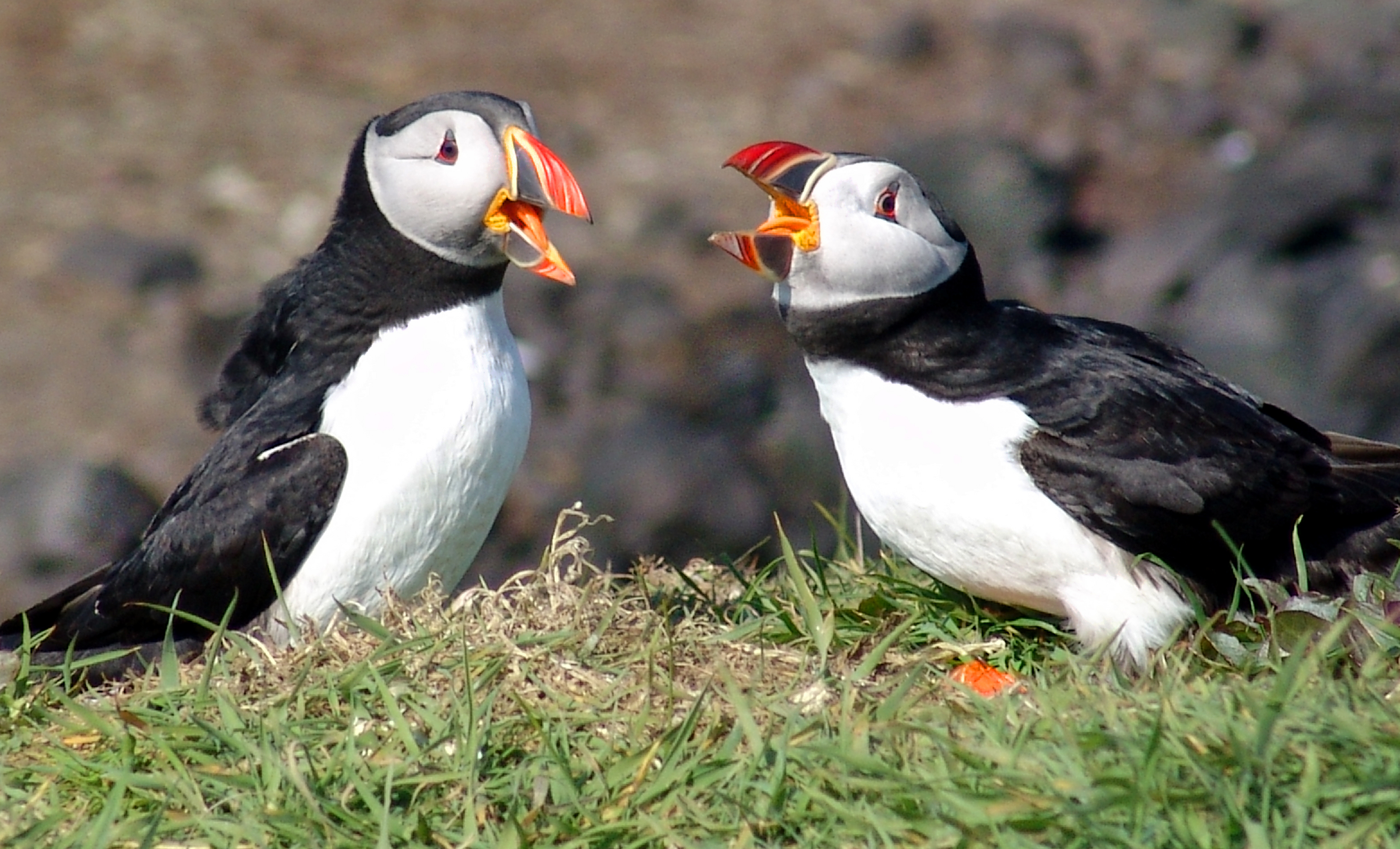
Macareux moines de la mer des Hébrides.

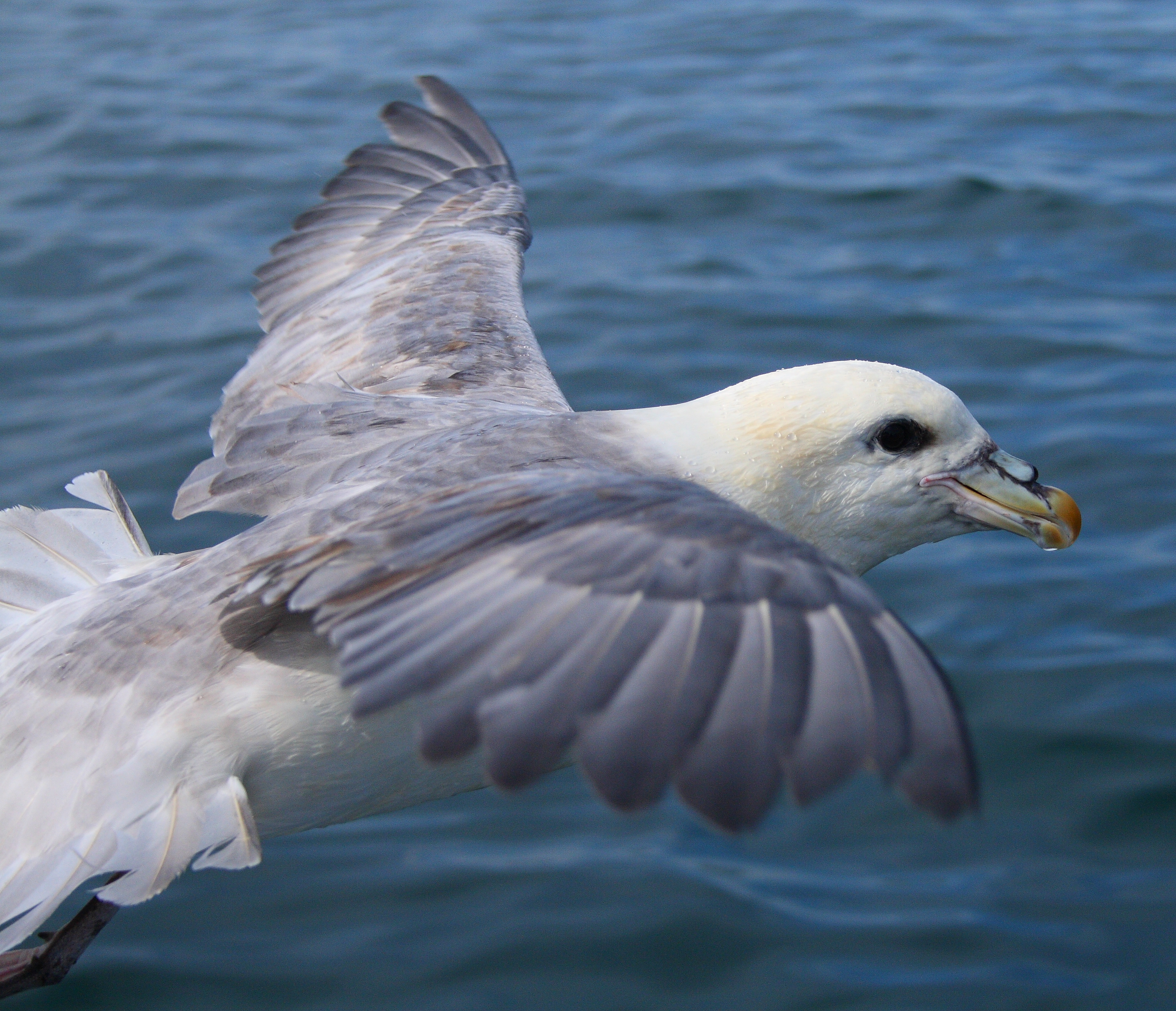
Fulmar boréal en vol.

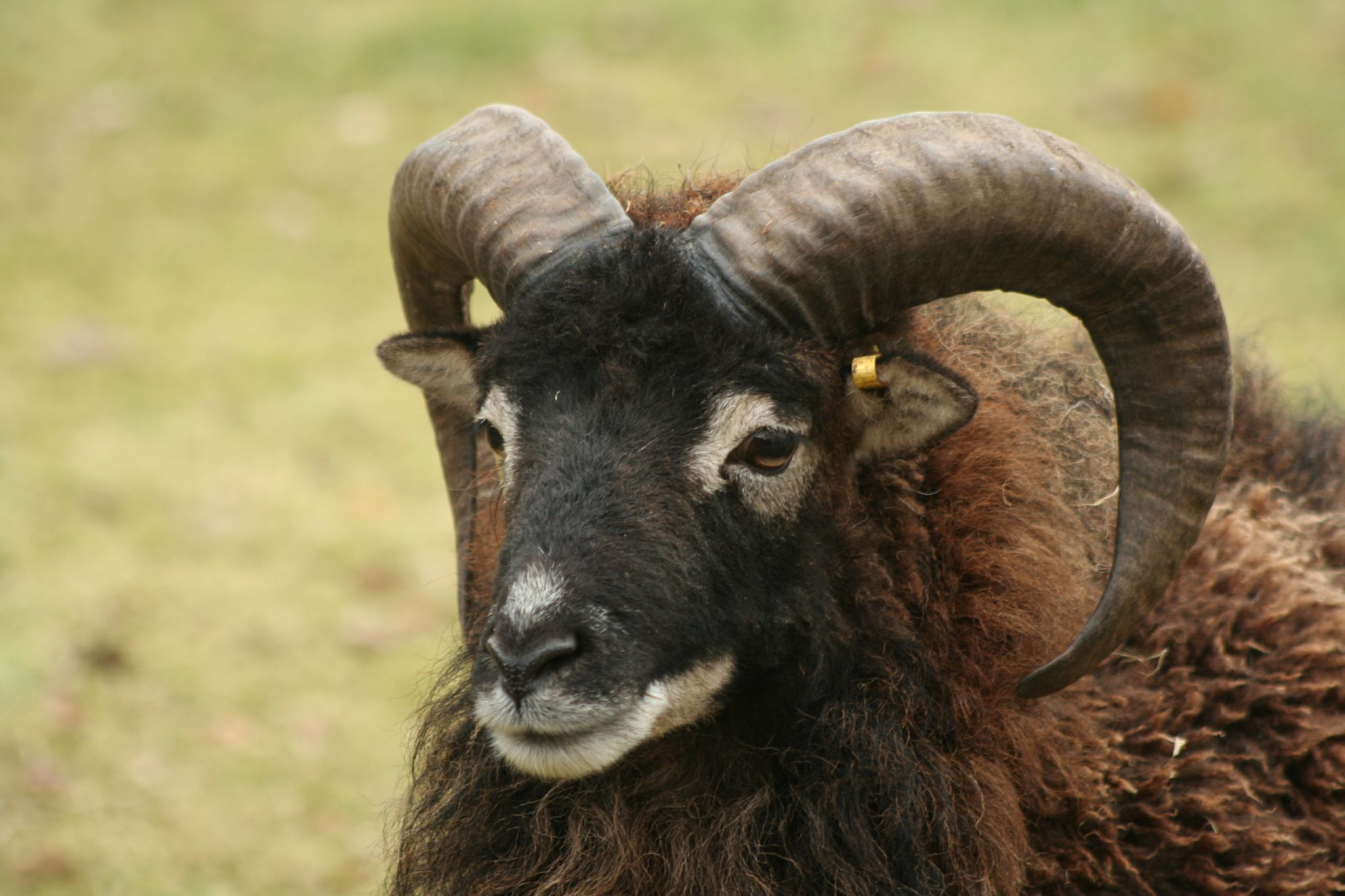
Le Mouton de Soay, race primitive de mouton établie à l'état sauvage depuis probablement cinq siècles sur Soay.

L'archipel est une zone de reproduction pour de nombreuses espèces d'oiseaux marins, et constitue la seconde plus grande colonie au monde de fous de Bassan, avec 119 000 oiseaux ; elle fut longtemps première, mais l'Île Bonaventure au Québec la dépassa en 2008 avec 121 000 oiseaux, et continuera vraisemblablement de rester en tête en raison d'une croissance de 3 % tandis que la population sur Saint-Kilda est stable. Y nichent également 49 000 couples d'océanites cul-blanc (90 % de la population européenne), 136 000 couples de Macareux moine (30 % de la population Britannique), et 67 000 couples de Fulmar boréal (13 % de la population Britannique avec Dùn comme plus grande colonie).
Avant 1828, Saint-Kilda était la seule zone de reproduction du Fulmar boréal au Royaume-Uni, mais l’espèce s’est depuis étendue et  a établi d'autres colonies, dont celle de Fowlsheugh. Le dernier Grand Pingouin vu au Royaume-Uni fut tué sur Stac an Armin par deux habitants en juillet 1840 ; selon Haswell-Smith, ils pensaient que le pingouin était une sorcière. En 2007, des recherches quant à la chute récente de la population de l'Océanite cul-blanc ont montré un comportement inhabituel de la part des grands labbes de l'archipel, qui sont des prédateurs naturels de l'océanite. En effet, les scientifiques observèrent grâce à des instruments de vision nocturne que les grands labbes chassaient les océanites pendant la nuit, ce qui est une stratégie très particulière pour un oiseau de mer.
Plusieurs espèces animales sont propres à l'archipel : une sous-espèce de troglodyte mignon, une sous-espèce de mulot connue sous le nom de « mulot de Saint-Kilda » et une sous-espèce de souris commune connue sous le nom de « souris domestique de Saint-Kilda ». Cette dernière s'éteignit complètement après l'évacuation des habitants car elle dépendait intégralement des colonies et bâtiments. Elle avait un certain nombre de traits en commun avec une autre sous-espèce trouvée sur l'île de Mykines dans l'archipel des Féroé. Cette évacuation en 1930 fut également un changement pour le Phoque gris qui se reproduit maintenant sur Hirta.
Les habitants ont eu jusqu'à 2 000 moutons, et ceux-ci furent aussi déplacés lors de l'évacuation. Cependant, un troupeau de moutons de Soay fut transféré de Hirta à Soay, où ils existent depuis probablement cinq siècles, et vit presque totalement à l'état sauvage. Cette race primitive de mouton a l'avantage de ne pas nécessiter de tonte. Leur population a varié entre 600 et 1 700 sur Hirta, et il y en a à présent 200 sur Soay. Quelques-uns ont été exportés pour se mélanger aux races d'autres pays, où ils sont appréciés pour leur résistance et leur petite taille. Sur Hirta et Soay, ces moutons préfèrent les pâturages de Plantago, qui poussent bien dans les zones d'embruns (ces aérosols marins sont enlevés par le vent à la crête des vagues) ; outre le plantago, ils sont amateurs de fétuque rouge et armérie maritime. Il existe également une race de mouton unique à l'île de Boreray. À la différence de ceux de Soay, qui sont une race ancienne ayant eu peu de changements, les moutons de Boreray résultent d'un croisement à la fin du XIXe siècle entre le résistant Scottish Blackface et le Old Scottish Shortwool, race éteinte originaire des Hébrides. Les moutons de Boreray ont deux records : ils sont les plus petits moutons des îles Britanniques, et la seule race de mouton dont l'existence est jugée critique (i.e. moins de 300 moutons vivants) par le Rare Breeds Survival Trust , organisation visant entre autres à assurer l'existence d'animaux du Royaume-Uni.
L'isolement de l'archipel a entraîné un manque de biodiversité : par exemple, on recense seulement 58 espèces de papillons contre 367 trouvés dans les Hébrides extérieures. La flore est fortement influencée par le sel marin, les vents forts et des sols tourbeux acides. Il ne pousse pas d'arbres sur l'archipel, et l'on recense 130 plantes à fleurs, 162 espèces de Fungi, 160 espèces de bryophytes (plantes qui ont conservé le plus de caractères des premières à avoir colonisé la terre ferme) et 194 espèces de lichens dont quelques variétés rares. Des algues géantes et une intéressante diversité d'invertébrés marins vivent dans les mers environnantes,. Sur la plage de Village Bay, les longues étendues de sable d'été refluent en hiver et exposent ainsi les gros galets se trouvant dessous. Un recensement de 1953 y trouva une seule espèce, le crustacé isopoda Eurydice pulchra.

## Mode de vie

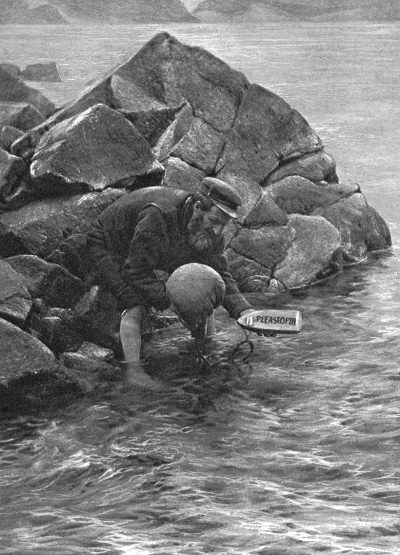
Un homme mettant le « navire postal de Saint-Kilda » à l'eau, photographie de Cherry Kearton, fin XIXe siècle.

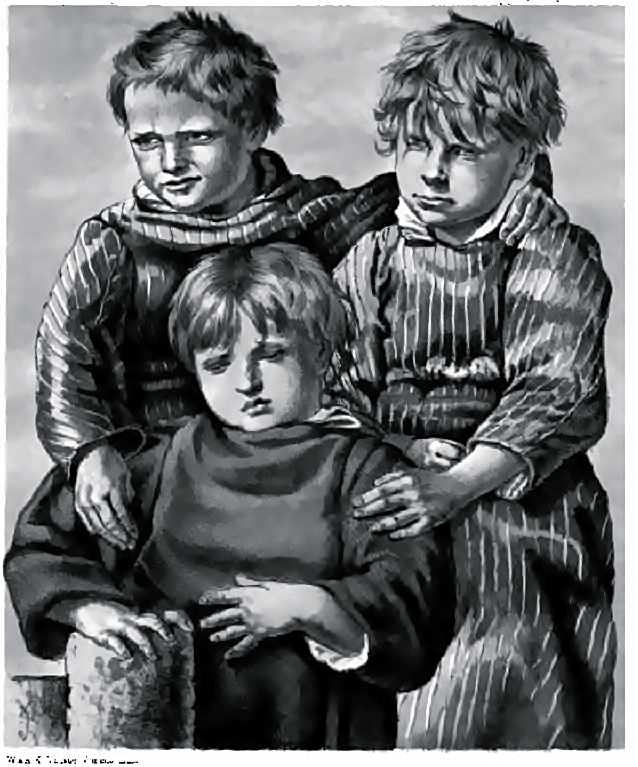
Les enfants.
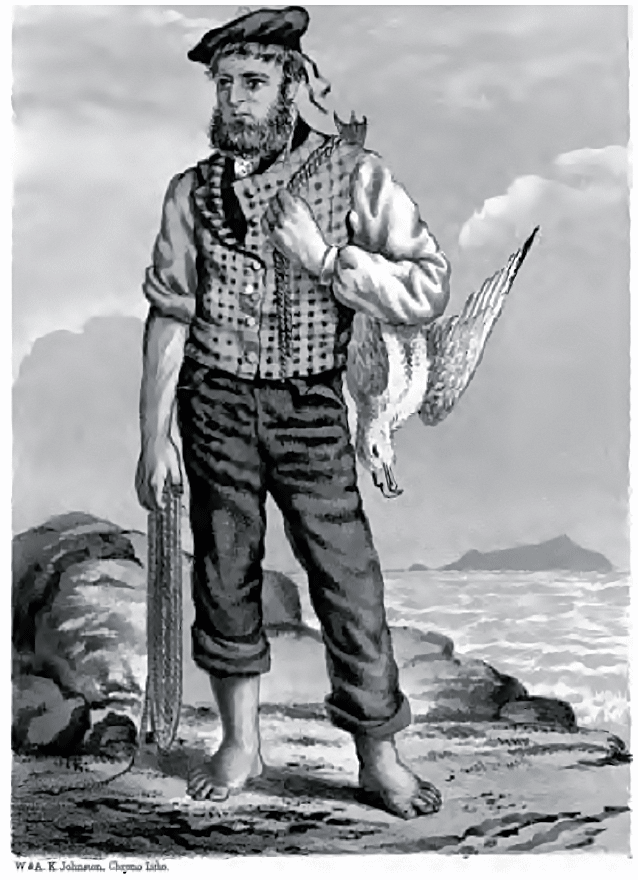
Les hommes.
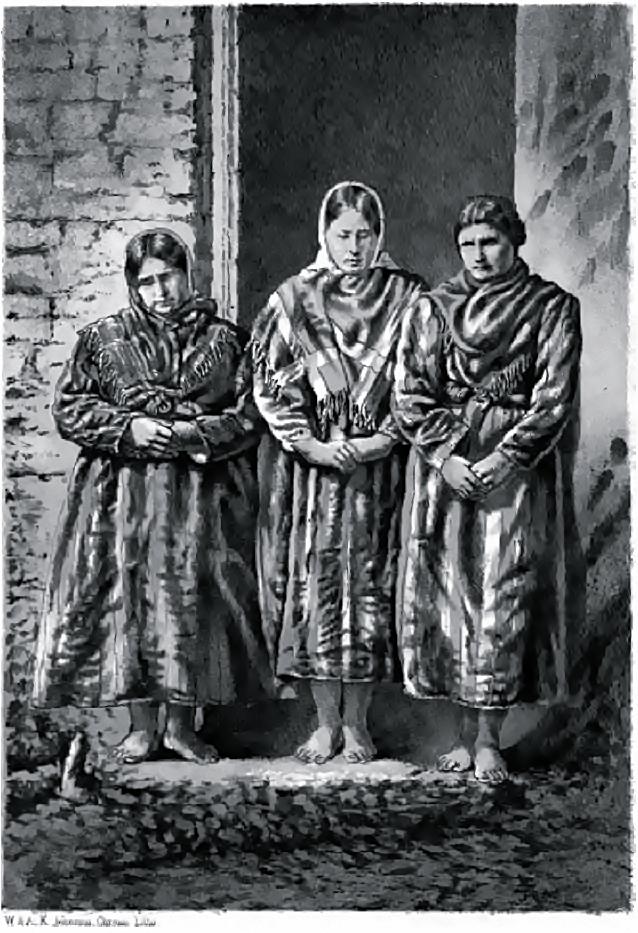
Les femmes.
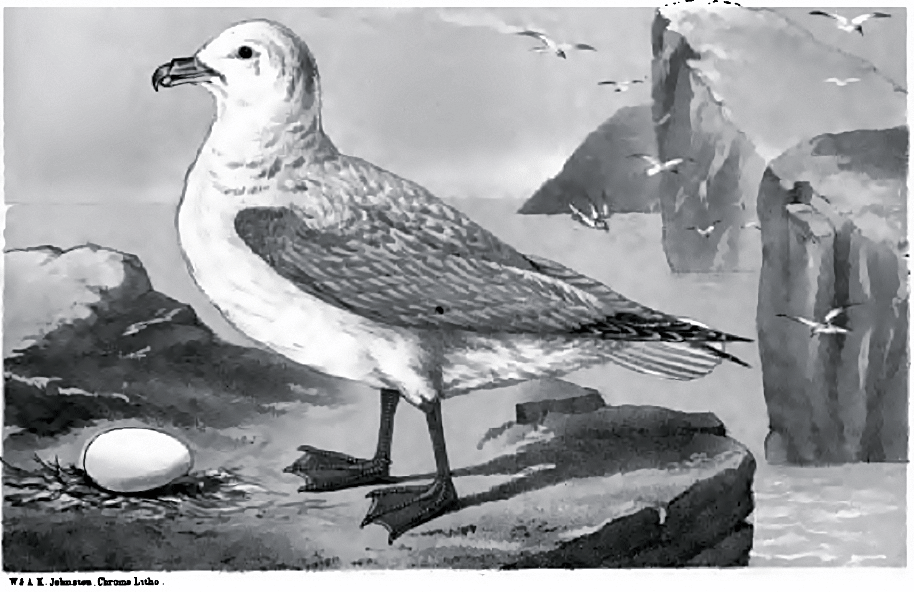
Les fulmars.

L'archipel de Saint-Kilda était particulièrement isolé : la seule façon de s'y rendre lorsque Martin Martin le visita en 1697 était en chaloupe, et il fallait ainsi ramer plusieurs jours dans l'océan, ce qui rendait le voyage quasiment impossible en automne et en hiver. Quelle que soit la saison, des vagues jusqu'à 12 m de haut s'abattaient sur la plage de Village Bay, et aborder des jours plus calmes sur les rochers glissants restait dangereux. Ainsi séparés par la distance et la météo, les habitants en savaient peu sur le reste du monde. Après la bataille de Culloden en 1746, des rumeurs disaient que le prince Charles Édouard Stuart et certains de ses aides jacobites s'étaient échappés à Saint-Kilda. Une expédition fut ainsi lancée et les soldats britanniques débarquèrent sur Hirta : ils ne trouvèrent qu'un village désert, car les habitants craignant les pirates s'étaient réfugiés dans les grottes à l'ouest. Une fois les habitants persuadés de revenir, les soldats découvrirent qu'ils n'avaient en réalité aucune idée de qui était le prince, et n'avaient jamais entendu parler du roi George II non plus.
Même à la fin du XIXe siècle, la principale façon qu'avaient les insulaires de communiquer avec le reste du monde était de faire un feu au sommet du Conachair, en espérant qu'un navire le verrait. L'autre façon était le « navire postal de Saint-Kilda », inventé par John Sands qui visita l'archipel en 1877. Lors de son séjour, un naufrage laissa neuf marins autrichiens abandonnés, et leur stock de vivres commençait à être bas en février. Sands attacha alors un message à une bouée de sauvetage sauvée du Peti Dubrovacki et la mit à la mer. Neuf jours plus tard, la bouée fut récupérée à Birsay, au nord-ouest de l'archipel des Orcades, et une expédition de sauvetage fut mise en place. Les insulaires reprirent l'idée en arrangeant un morceau de bois de façon qu'il prenne la forme d'un bateau, l'attachant à une vessie flottante en peau de mouton, et y plaçant une petite bouteille ou boîte de conserve contenant un message. En lançant « l'embarcation » lorsque les vents venaient du nord-ouest, deux tiers des messages arrivaient à la côte ouest d'Écosse ou, ce qui était moins pratique, en Norvège.
Une autre particularité caractéristique de la vie sur l'archipel était l'alimentation. Les insulaires gardaient des moutons et quelques bovins, et avaient des cultures limitées d'orge et de pommes de terre sur les terres mieux irriguées de Village Bay. Samuel Johnson observa qu'au XVIIIe siècle, les insulaires faisaient de petits fromages à partir du lait des moutons. Ils évitaient la pêche en raison de mers fortes et d'une météo imprévisible. La principale source de nourriture venait des oiseaux, en particulier les fous de Bassan et les fulmars ; les œufs et les jeunes oiseaux étaient ramassés et consommés frais ou traités. Les macareux adultes étaient attrapés en utilisant des cannes à pêche. Cette particularité de l'île avait un prix : lorsque Henry Brougham visita l'archipel en 1799, il écrivit que « l'air était infecté par une puanteur presque insupportable — un mélange de poisson pourri, crasses de toutes sortes et d'oiseaux puants ».
Les fouilles de la Taigh an t-Sithiche (« maison des fées ») en 1877 par Sands mirent au jour les restes de fous de bassan, moutons, bovins et berniques parmi des outils en pierre. Ce bâtiment a entre 1 700 et 2 500 ans, ce qui suggère que le régime des insulaires a peu changé depuis. En effet, même les outils furent identifiés par les habitants, qui pouvaient les nommer par similitude à ceux qu'ils utilisaient toujours. La chasse des oiseaux nécessitait une aptitude considérable pour l'escalade, en particulier sur les stacks à pic. Une tradition importante dans l'île comportait la Mistress Stone (« pierre maîtresse »), une ouverture en forme de porte dans les rochers au nord-ouest de Ruival surplombant un ravin. Les jeunes hommes de l'île devaient y passer lors d'un rituel visant à démontrer leurs aptitudes sur les rochers escarpés, prouvant ainsi qu'ils étaient dignes de prendre épouse. Martin Martin écrivit à ce sujet :

« Devant le rocher, au sud de la ville, se trouve cette fameuse pierre connue sous le nom de 'mistress-stone' ; elle ressemble en tous points à une porte et se trouve sur le rocher, […] que l'on distingue jusqu'à un mile de loin ; chaque prétendant célibataire est, par une ancienne coutume, obligé sur son honneur à donner une preuve de son affection [en faisant une démonstration avec cette pierre] après quoi, […] il a acquis une certaine réputation et est considéré comme méritant la meilleure épouse du monde. […] Ceci étant la coutume de l'endroit, l'un des insulaires désirait avec le plus grand sérieux que [je m'y essaye] avant de quitter l'île ; je lui déclarai que cet exercice aurait un effet bien contraire sur moi, me privant à la fois de ma vie et de ma femme. »

Un des aspects majeurs de la vie à Saint-Kilda était le « parlement » journalier : tous les hommes adultes se rassemblaient chaque matin dans l'unique rue du village, après la prière, et décidaient des activités du jour. Cette réunion n'était dirigée par personne en particulier, et tous avaient droit à la parole. Selon Steel, « les discussions entraînaient souvent des désaccords, mais il n'a jamais été attesté dans l'histoire que les querelles aient été assez violentes pour amener une fracture permanente dans la communauté ». Cette notion de société libre influença la vision d'Enric Miralles, architecte qui conçut le bâtiment du Parlement écossais en partenariat avec son épouse Benedetta Tagliabue ; il écrivit ainsi :
| Original « Late XIX St Kilda Parliament To Remember this is not an archaic activity My generation (myself) has experienced that emotion Consider how different movements exist in present times Architecture should be able to talk about this. » | Traduction indicative « Le parlement de Saint-Kilda à la fin du XIXe siècle Se souvenir de cela n'est pas une activité archaïque Ma génération (moi-même) a connu cette émotion Considérez comment différents mouvements existent de nos jours L'architecture devrait être capable de parler de cela. » |

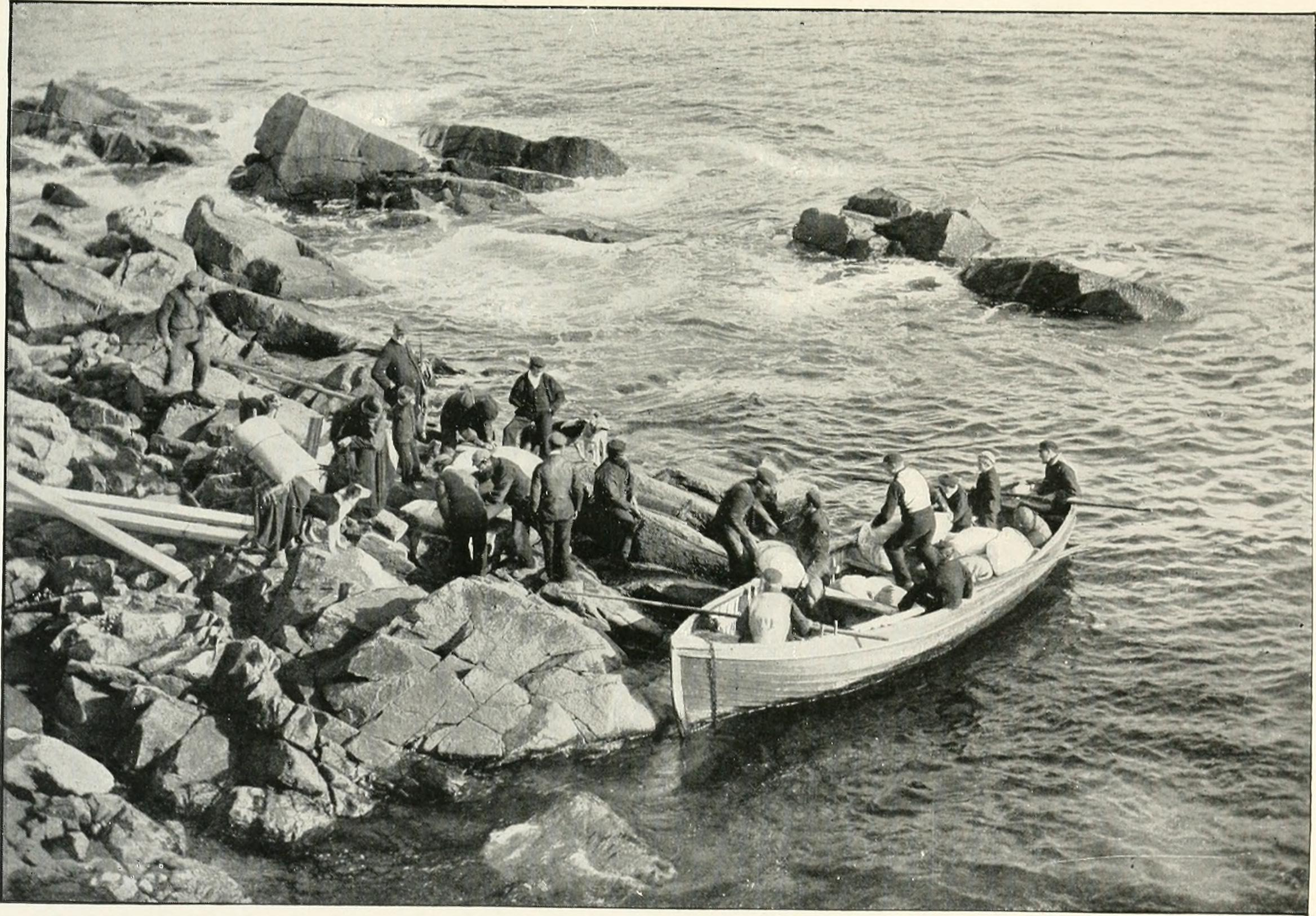
Ravitaillement, 1898.
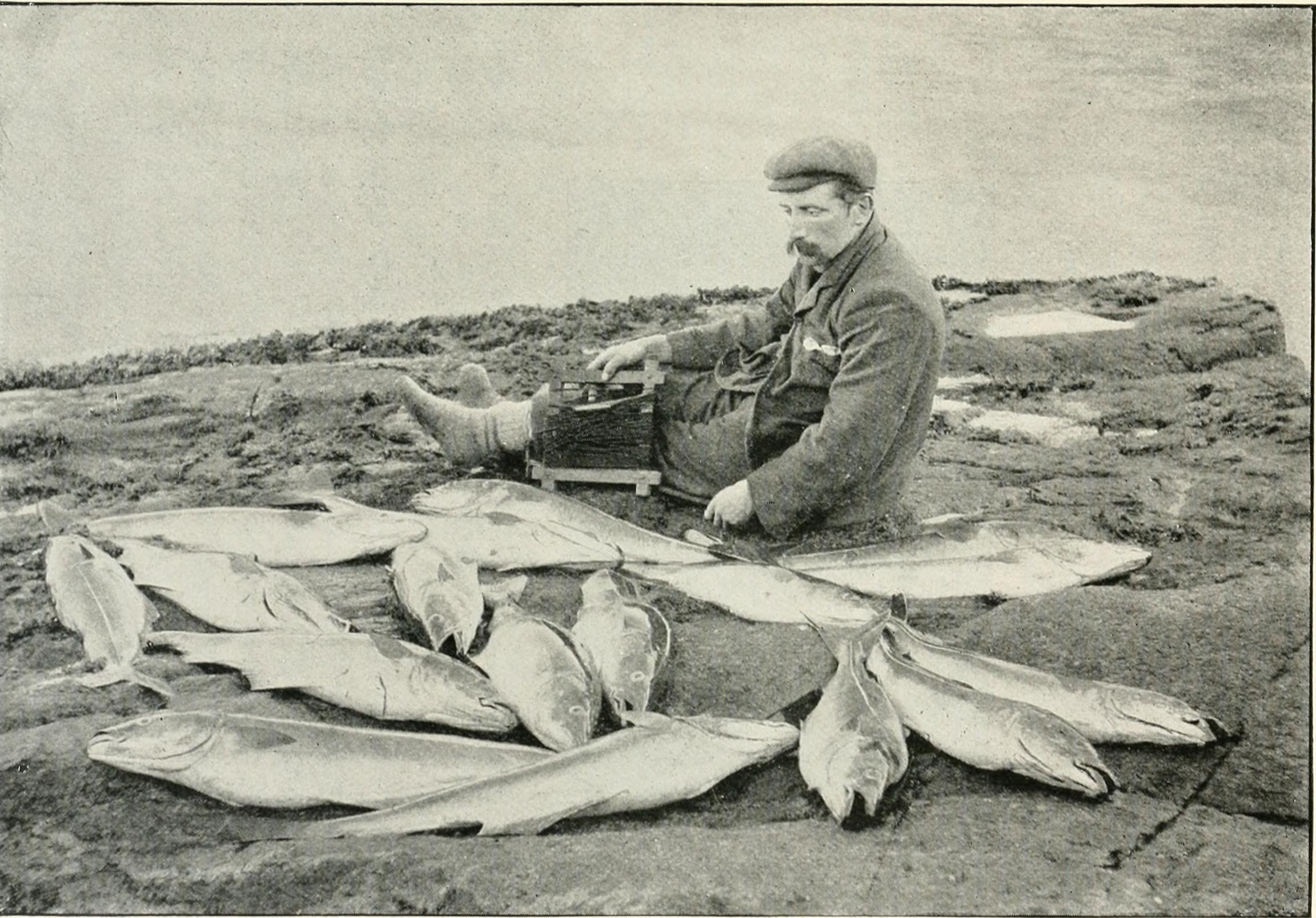
Pêcheur, 1898.
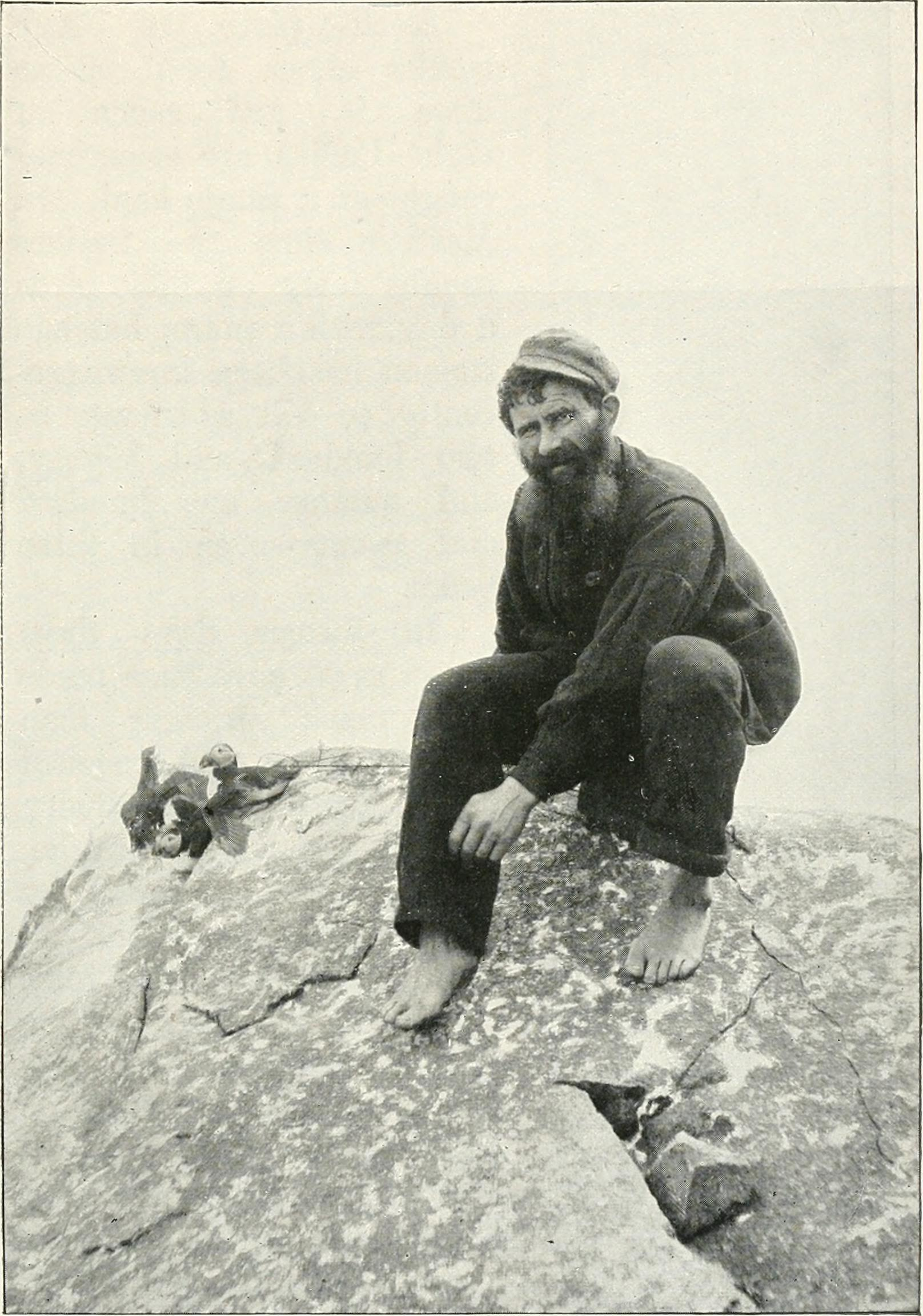
Chasse à pied, 1898.
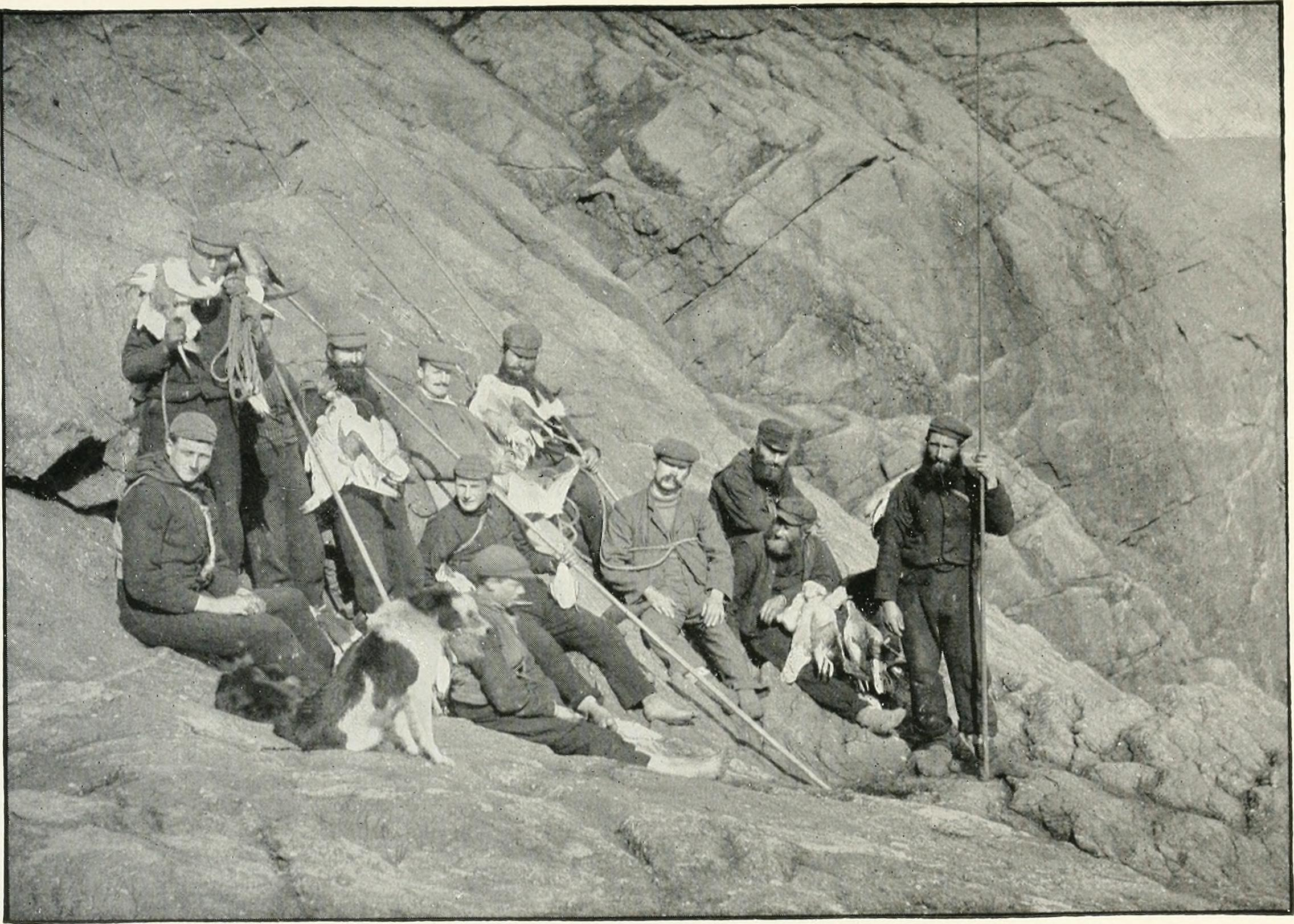
Groupe de chasse aux oiseaux, 1898.
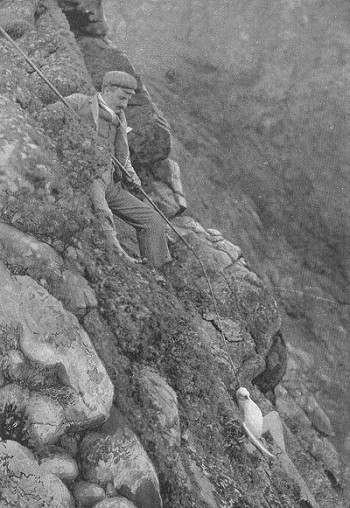
M. Ferguson, à la chasse aux oiseaux sur Borrera[30], fin XIXe siècle.
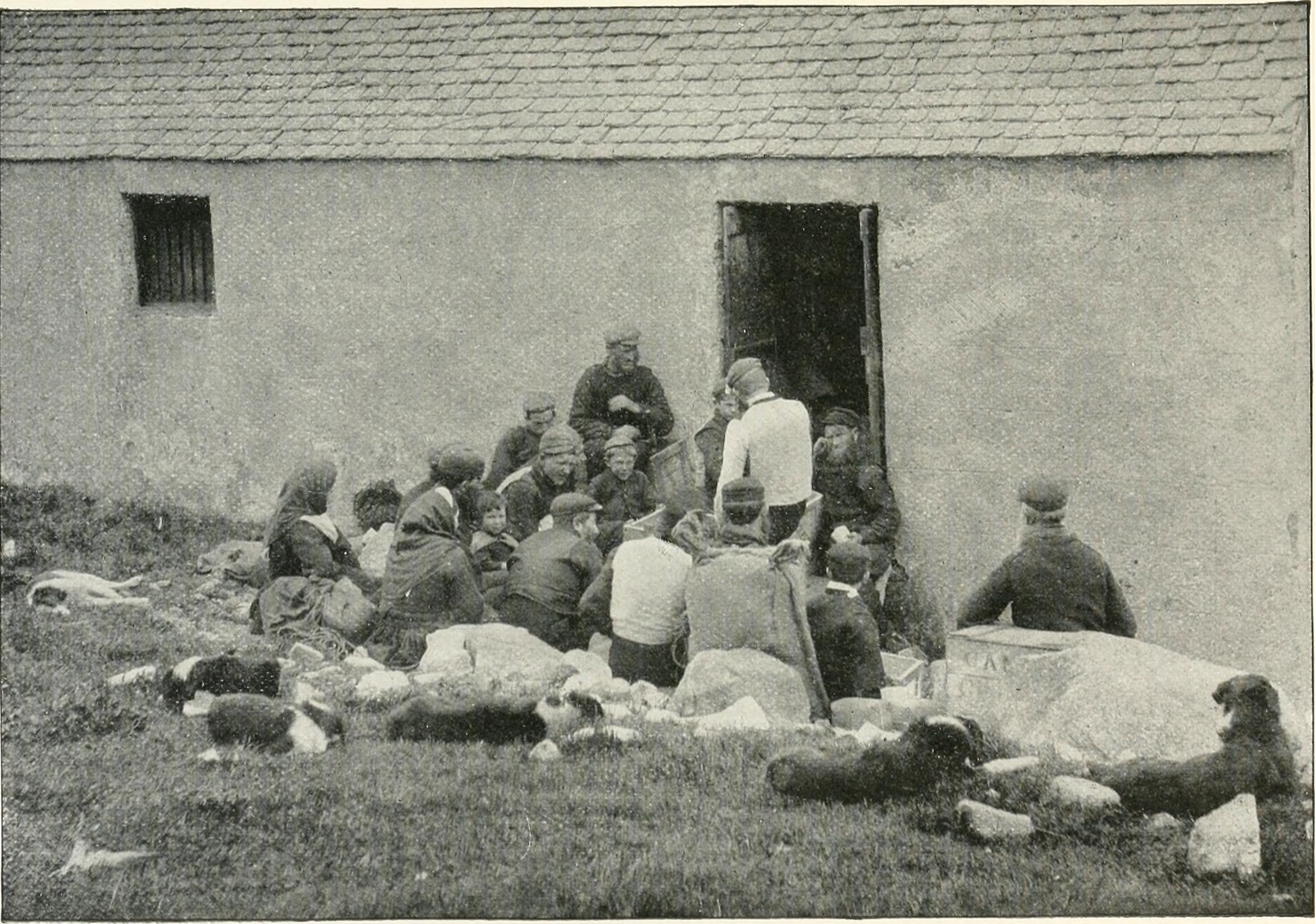
Assemblée, 1898
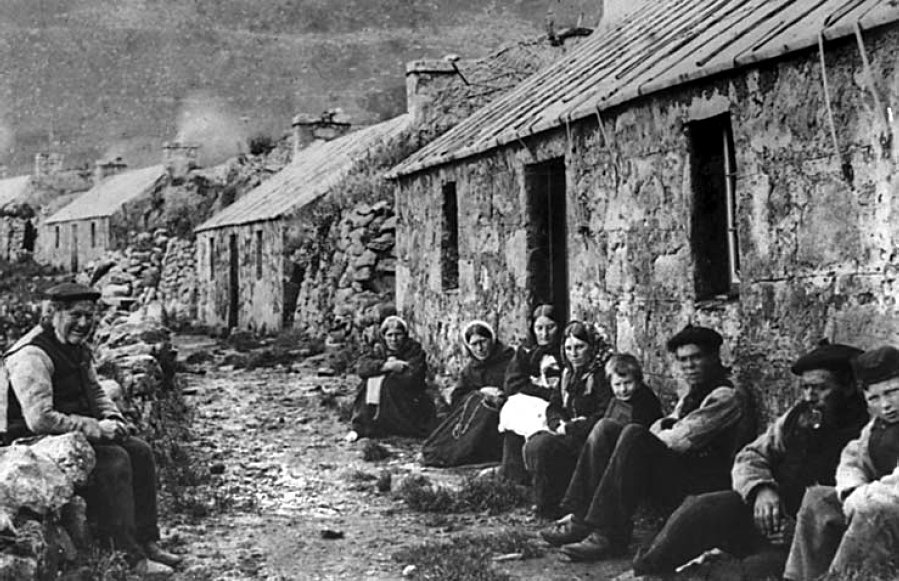
Les habitants dans la rue du village, fin XIXe siècle.

D'une certaine façon, malgré les privations, les habitants avaient la « chance » d'être isolés puisque cela leur épargnait les malheurs de la vie ailleurs. Par exemple, nous ne connaissons pas un habitant de St-Kilda qui se soit battu dans une guerre. Martin Martin écrivit également que les habitants avaient l'air « plus heureux que la plupart des hommes, étant presque les seuls dans le monde à sentir la douceur de la véritable liberté ». De plus, au XIXe siècle, leur santé et bien-être relatif offrait un contraste positif avec les conditions que l'on trouvait ailleurs dans les Hébrides. Cependant, il ne s'agissait pas pour autant d'une société utopienne : les insulaires avaient des serrures en bois sur leurs propriétés, et un délit entraînait une peine financière, même si aucun crime grave commis par un insulaire n'a été attesté.
- Les enfants.
- Les hommes.
- Les femmes.
- Les fulmars.

## Histoire

### Préhistoire
Pour un article plus général, voir Préhistoire de l'Écosse.

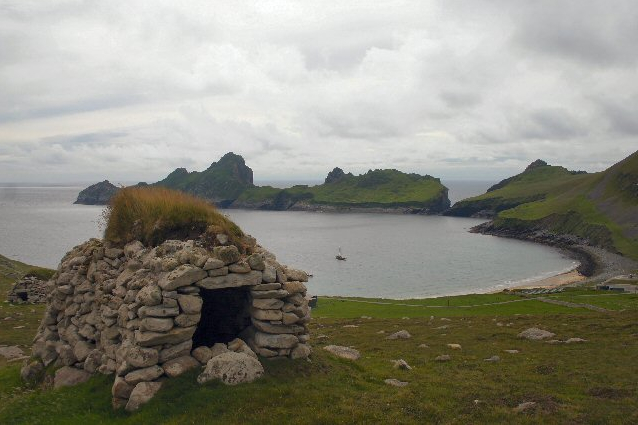
Cleit au-dessus de Village Bay, servant d'entrepôt.

L'archipel a été continuellement habité depuis au moins deux millénaires, de l'Âge du bronze au XXe siècle. Dernièrement, une preuve directe d'un peuplement plus ancien remontant au Néolithique fut apportée par des tessons de poterie trouvés à l'est du village ; ces vestiges sont du même style que les céramiques des Hébrides. La découverte consécutive d'une carrière de pierre sur Mullach Sgar, au-dessus de Village Bay, entraîna la mise au jour de nombreux outils lithiques : socs de houe, pierres à aiguiser et couteaux de Skaill. Ces outils furent trouvés dans un cleitean, bâtiment en pierre (voir ci-contre) servant à entreposer des objets.

### DuXIVeauXVIIesiècle
La première mention de Saint-Kilda dans un document écrit date de 1202, lorsqu'un ecclésiastique islandais parla de se mettre à l'abri sur « les îles qui s'appellent Hirtir »,. Les premiers rapports mentionnent la découverte de broches, d'une épée en fer et de pièces danoises ; bien que le nom norrois des endroits indique une présence viking soutenue sur Hirta, les preuves matérielles en ont été perdues.
La première mention de l'archipel en anglais vient de la fin du XIVe siècle, lorsque Jean de Fordun écrivit « l'île de Irte qui, on se l'accorde, est sous le Circius et aux confins du monde ». Les îles faisaient historiquement partie du domaine du Clan MacLeod de Harris, au sud de l'île principale des Hébrides extérieures ; leur intendant était responsable de la collecte du loyer (ou fermage), payé en nature, et autres taxes.
Le premier compte-rendu détaillé d'une visite dans l'archipel date de 1549, lorsque Donald Munro suggère que « les habitants sont de pauvres gens simples, à peine éduqués dans quelque religion que ce soit, mais les MacLeod de Harris, son intendant, ou celui qui se charge de cette fonction, y prend la mer une fois l'an au milieu de l'été, avec quelques aumôniers pour baptiser leurs enfants ».
En dépit des meilleurs efforts de l'aumônier, la philosophie des insulaires venait surtout du druidisme, ce qui peut être mis en lien avec leur isolement et leur dépendance vis-à-vis des dons du monde naturel ; ceci ne changea pas réellement jusqu'à l'arrivée du révérend John MacDonald en 1822. Le révérend Kenneth Macauley fit état de cinq autels druidiques, ceci comprenant un large cercle de pierres perpendiculaires au sol à côté de la Stallir House sur Boreray. Le colonel MacDonald de Colonsay fit une incursion sur Hirta en 1615, emportant 30 moutons et de l'orge. Par la suite, les îles eurent une réputation d'abondance. Lors de la visite de Martin en 1697, il y avait 180 habitants, et l'intendant voyageait avec une « compagnie » comptant jusqu'à 60 personnes, qu'il choisissait parmi ses amis les plus maigres des îles environnantes, et les emmenait ainsi à Saint-Kilda pour qu'ils bénéficient de la nourriture abondante (bien que primitive) de cette île, et retrouvent ainsi leur santé et force coutumière.

#### Rachel Chiesley, Lady Grange
James Erskine, Lord Grange (en) (1679-1754), sympathisant jacobite, fait enlever sa femme Rachel Chiesley qui, après avoir été emprisonnée pendant trois ans sur les Îles Monach, fut emprisonnée sur Hirta de 1734 à 1742 avant d'être emmenée à Skye où elle est morte après une tentative de sauvetage qui a échoué.

### Religion et tourisme auxXVIIIeetXIXesiècles

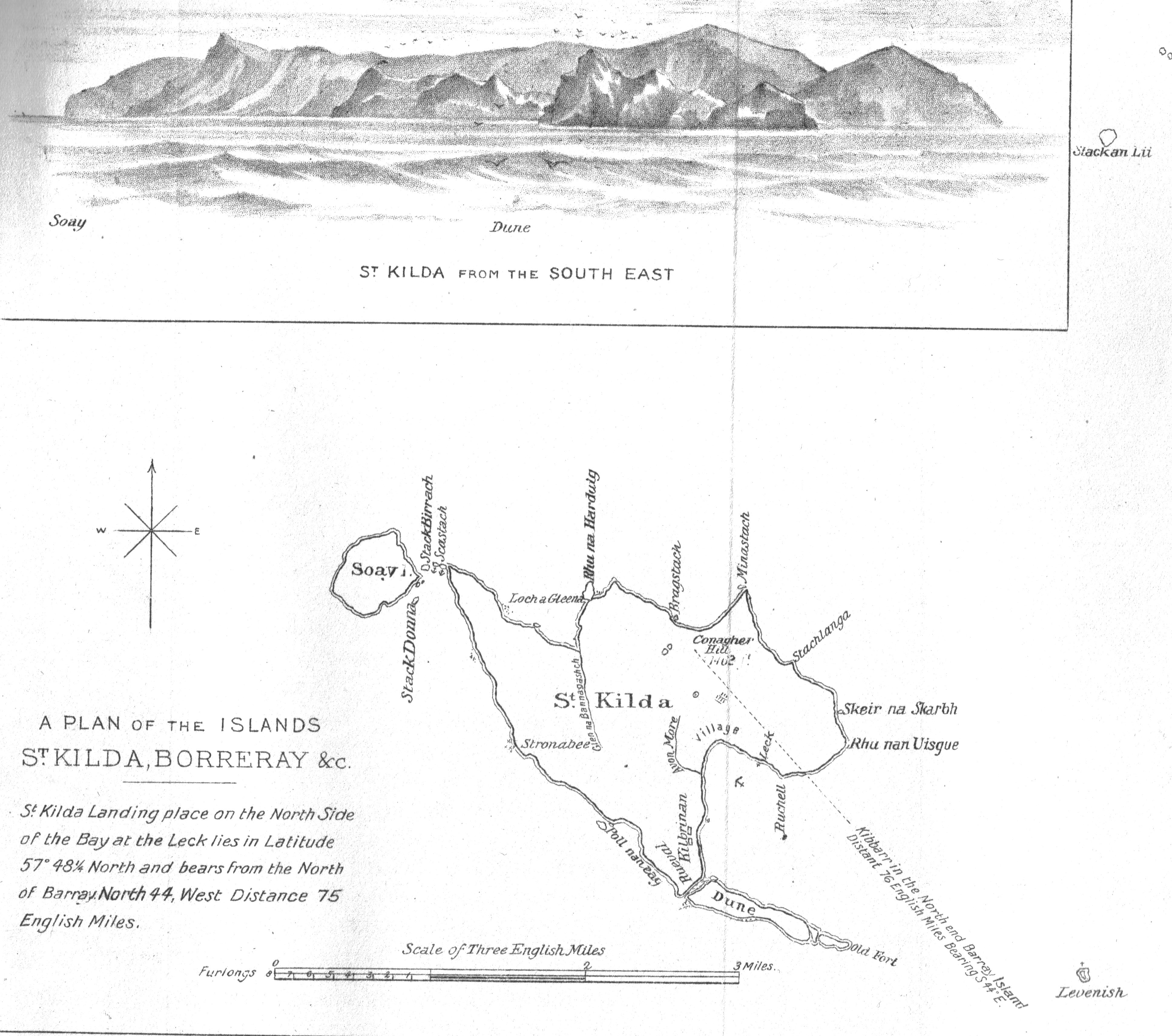
Carte et niveau de la mer en 1888.

Les navires visitant l'archipel au XVIIIe siècle lui apportèrent le choléra et la variole. En 1727, les pertes humaines étaient si importantes qu'il n'y avait plus assez d'habitants pour s'occuper des bateaux, et de nouvelles familles furent apportées de Harris en remplacement. En 1758, la population était remontée à 88 habitants, et atteint presque la centaine à la fin du siècle. Ce chiffre resta assez constant jusqu'en 1851, lorsque 36 insulaires choisirent d'immigrer en Australie à bord du Priscilla, une perte dont l'île ne se remit jamais vraiment. L'émigration était une réaction à la fermeture de l'église et du presbytère pendant plusieurs années par le propriétaire des terres durant le schisme de 1843 qui créa la Free Church of Scotland,.

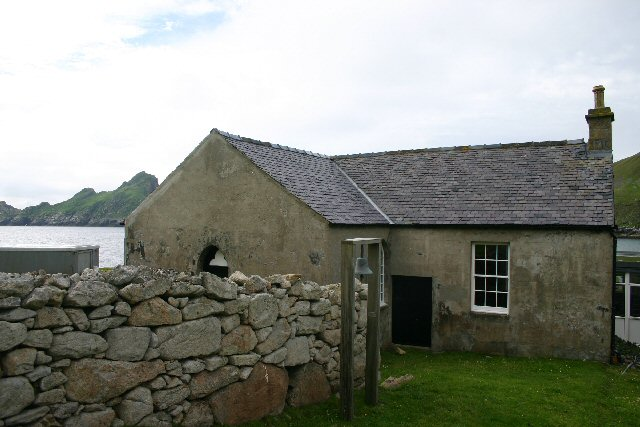
L'école (côté droit) fut construite en guise d'annexe à l'église.

Un des facteurs du déclin était l'influence de la religion. Le missionnaire Alexander Buchan vint à Saint-Kilda en 1705 mais, en dépit de son long séjour, l'idée d'une religion « organisée » ne resta pas. Cela changea lorsque le révérend John MacDonald, « l'apôtre du Nord », arriva en 1822. S'établissant dans sa mission avec ferveur, il prêcha treize longs sermons par jour pendant ses onze premiers jours. Il revint régulièrement grâce aux collectes de fonds des habitants, bien qu'en privé il se déclarât horrifié par leur manque de connaissance religieuse. Les insulaires se prirent d'amitié pour le révérend et pleurèrent lorsqu'il les quitta une dernière fois huit ans plus tard. Son successeur fut le révérend Neil Mackenzie, qui arriva le 3 juillet 1830 ; ministre de l'Église d'Écosse, il améliora de façon conséquente les conditions de vie des habitants. Il réorganisa l'agriculture sur l'île, joua un rôle décisif dans la reconstruction du village, et supervisa la construction d'une nouvelle église et du presbytère. Avec l'aide de la Gaelic School Society, MacKenzie et sa femme introduisirent l'éducation officielle sur Hirta : leur école journalière enseignait la lecture, l'écriture et l'arithmétique ; l'école du dimanche était dévolue à l'éducation religieuse.

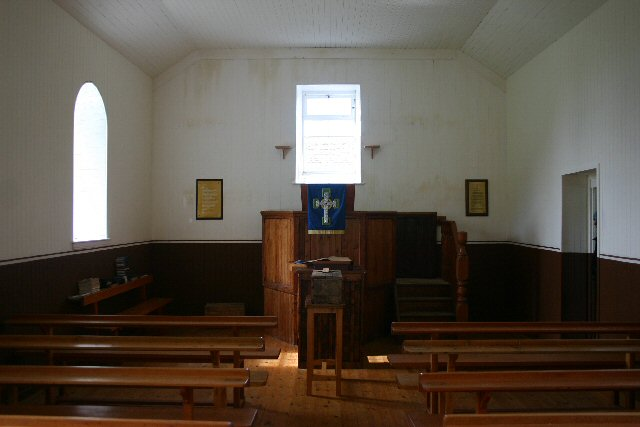
Intérieur (rénové) de l'église avec pupitre et bible en gaélique écossais.

Mackenzie partit en 1844 et fut remplacé en 1865 par le révérend John Mackay. En dépit de leur affection pour Mackenzie, qui était resté dans l'Église d'Écosse lors du schisme, les habitants se révélèrent en faveur de la nouvelle Free Church of Scotland. Mackay mit l'accent de façon peu commune sur l'observance. Il introduisit une habitude de services durant trois à quatre heures le dimanche, où la présence était de fait obligatoire. Un visiteur observa en 1875 que « le dimanche était un jour de tristesse intolérable. Au tintement de la cloche, toutes les ouailles se précipitaient à l'église l'air triste et les yeux regardant le sol. Il est considéré coupable de regarder à droite ou à gauche ». Le temps passé dans les rassemblements religieux interférait sérieusement avec les habitudes pratiques de l'île. Les vieilles femmes et les enfants qui faisaient du bruit dans l'église étaient longuement sermonnés et avertis des châtiments affreux de l'au-delà. Lors d'une période de pénurie de nourriture, un bateau de secours arriva le samedi, mais le ministre déclara que les insulaires devaient passer le jour à se préparer pour l'église du dimanche, et les vivres ne furent ainsi à terre que le lundi. Il était interdit aux enfants de jouer et ils devaient avoir une bible sur eux où qu'ils aillent. Les habitants endurèrent Mackay pendant 24 ans.
Le tourisme eut un impact différent, mais tout aussi déstabilisateur sur Saint-Kilda. Durant le XIXe siècle, les bateaux à vapeur commencèrent à visiter Hirta, permettant aux insulaires de gagner de l'argent en vendant du tweed et des œufs d'oiseaux, mais aux frais de leur amour-propre puisque les touristes les voyaient comme des bêtes curieuses. Les bateaux apportèrent d'autres maladies jusque-là inconnues des insulaires, et en particulier le tétanos qui tua 80 % des enfants en raison de mauvaises pratiques obstétriques et continua jusqu'en 1891. Le cnatan na gall, ou « toux du bateau », était une maladie qui frappa après l'arrivée d'un navire sur Hirta, et devint un trait commun de la vie sur l'île,.
Au tournant du XXe siècle, l'éducation « officielle » faisait partie de la vie sur l'île et, en 1906, l'église fut agrandie pour en faire une école. Les enfants apprenaient alors l'anglais et leur langue maternelle, le gaélique écossais. Les améliorations obstétriques, longtemps refusées par le révérend Mackay, réduisirent les problèmes du tétanos chez les enfants. À partir de 1880, les chalutiers pêchant au nord de l'Atlantique s'arrêtaient régulièrement sur l'archipel, ce qui amenait un commerce supplémentaire. L'idée d'une évacuation fut évoquée en 1875 mais, en dépit de la pénurie de vivres et d'une épidémie de grippe en 1913, la population resta stable entre 75 et 80 habitants : aucun signe ne laissait à penser que, dans quelques années, l'occupation millénaire de l'île allait venir à son terme,,.

### Première Guerre mondiale

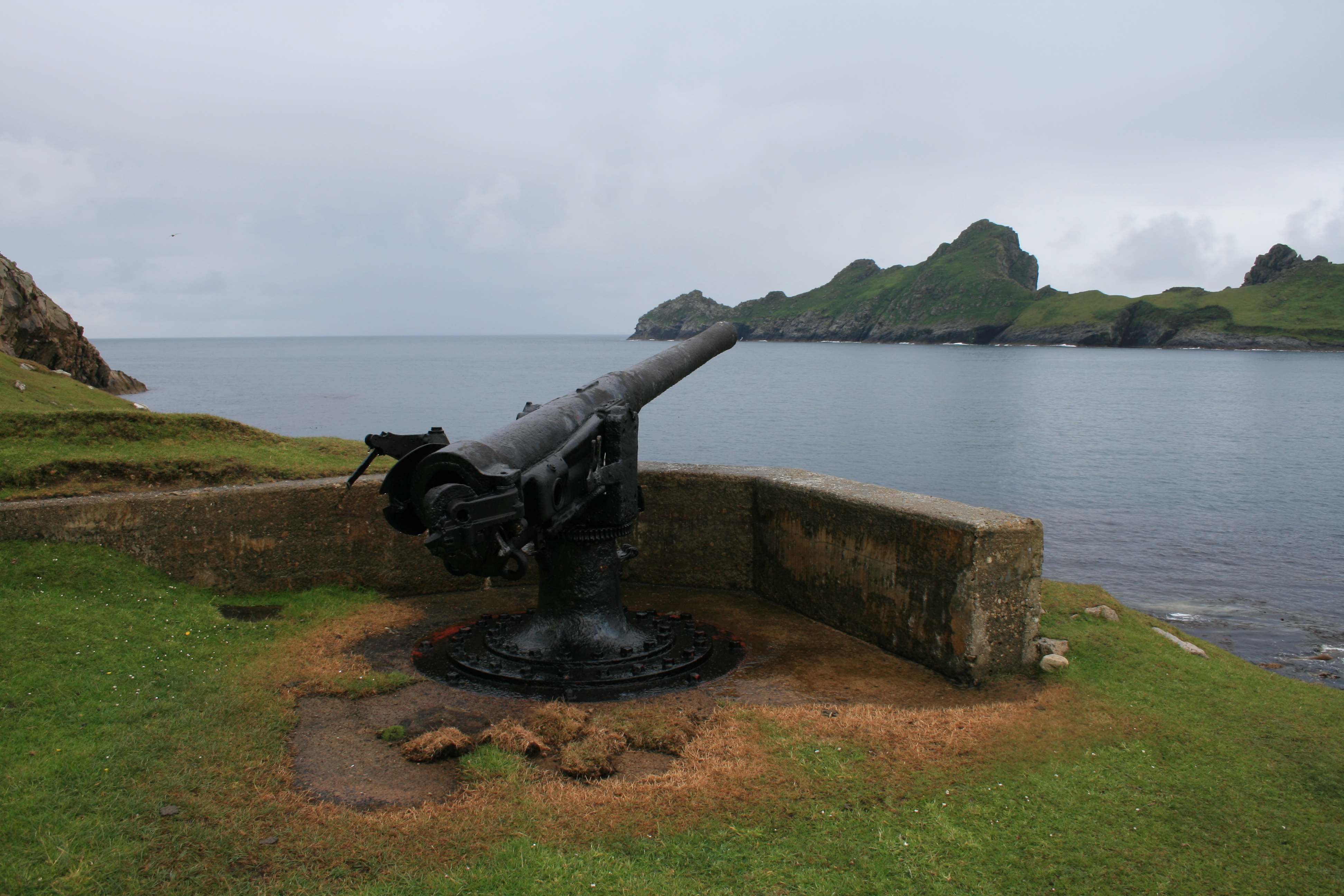
Canon Mark III QF de 114 mm, calibre intermédiaire de la Royal Navy, se trouvant sur Hirta et pointé sur Dùn.

Vers le début de la Première Guerre mondiale, la Royal Navy installa une station radio sur Hirta, établissant ainsi des communications journalières avec le reste de la Grande-Bretagne pour la première fois dans l'histoire de l'archipel. Répondant tardivement à cette initiative, un sous-marin allemand arriva à Village Bay le 15 mai 1918 et, après avoir donné un avertissement, commença le pilonnage de l'île, tirant 72 obus et détruisant la station radio. Le presbytère, l'église et le débarcadère furent endommagés, mais aucune perte humaine ne fut à déplorer. Neil Gilles, témoin de l'évènement, le décrivit ainsi : « ce n'était pas ce que vous pourriez appeler un mauvais sous-marin, parce qu'il pourrait avoir balayé chaque maison, parce qu'elles étaient toutes alignées là bas. Il voulait juste la propriété de l'amirauté. Un agneau fut tué... tous les bestiaux coururent d'un côté de l'île à l'autre quand ils entendaient les tirs ».
En réponse à cette attaque, un canon Mark III QF fut érigé sur un promontoire surplombant Village Bay (voir ci-contre), mais ne fut jamais utilisé militairement. Un impact plus important pour la vie des insulaires était l'introduction d'un contact régulier avec le reste du monde, et le lent développement d'une économie basée sur l'argent. Cela rendit la vie plus facile aux habitants mais diminua également la dépendance qu'ils avaient les uns envers les autres, et ces deux facteurs débouchèrent sur l'évacuation de l'île seulement dix ans plus tard.

### Évacuation
Alors que les insulaires avaient été dans un isolement relatif pendant des siècles, le tourisme et la présence militaire de la Première Guerre mondiale les ont conduits à chercher des alternatives aux privations dont ils souffraient régulièrement. En particulier, le tourisme du XIXe siècle déconnecta les habitants du mode de vie qui avait permis à leurs ancêtres de survivre dans cet environnement unique. Ainsi, la plupart des jeunes quittèrent l'archipel, et la population chuta de 73 en 1920 à 37 en 1928.
Avec le décès de quatre hommes à cause de la grippe en 1926, les années 1920 furent marquées par une succession de récoltes infructueuses. Le professeur Andy Meharg et son équipe de l'université d'Aberdeen enquêtèrent sur les sols où les récoltes poussaient, et ils trouvèrent que les terres étaient très polluées (plomb, zinc, arsenic et cadmium principalement), résultant de l'utilisation des cadavres d'oiseaux et des cendres de tourbes dans l'engrais pour les champs du village. Ceci se déroula sur une longue période de temps, alors que l'utilisation d'engrais devenait plus intensive et peut avoir été un des facteurs de l'évacuation. L'article « Du poison au Paradis » se termine par cette citation de l'archéologue Robin Turner : « non seulement avons-nous besoin de vivre en harmonie avec notre environnement, mais nous devons être entièrement sûr que tout changement à l'air raisonnable que nous faisons n'aura pas d'effets secondaires inattendus ». La mort d'une jeune femme d'une appendicite en janvier 1930, Mary Gillies, fut la « goutte d'eau qui fit déborder le vase » : le 29 août, les 36 insulaires restants furent évacués à leur propre demande, principalement à Morvern près de Lochaline, où le Service des forêts du département de l'Agriculture leur a fourni des emplois.

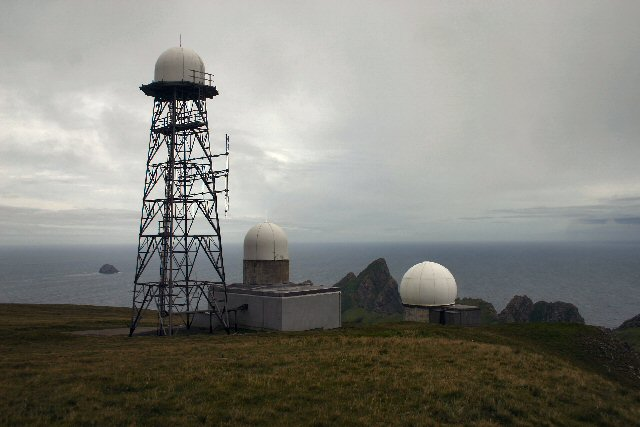
Une des deux stations d'observations des missiles du Deep Sea Range.

Le matin de l'évacuation annonçait un jour parfait, le soleil se levant d'une mer calme et étincelante, réchauffant les impressionnantes falaises d'Oiseval. Selon la tradition, les insulaires laissèrent une bible ouverte et un petit tas d'avoine dans chaque maison, verrouillèrent les maisons et, à sept heures le matin, s'embarquèrent sur le Harebell. Il a été dit qu'ils sont restés de bonne humeur pendant l'opération. Cependant, alors que la longue corne de Dùn disparaissait à l'horizon et que les côtes familières de l'île s'évanouissaient, la rupture avec ce lien ancien devint une réalité et les insulaires laissèrent libre cours à leurs larmes.
Les anciens habitants autochtones de l'île passèrent le reste de leurs vies principalement en Écosse continentale. La dernière, Rachel Johnson, mourut à Clydebank en avril 2016, à 93 ans.

### Événements depuis l'évacuation

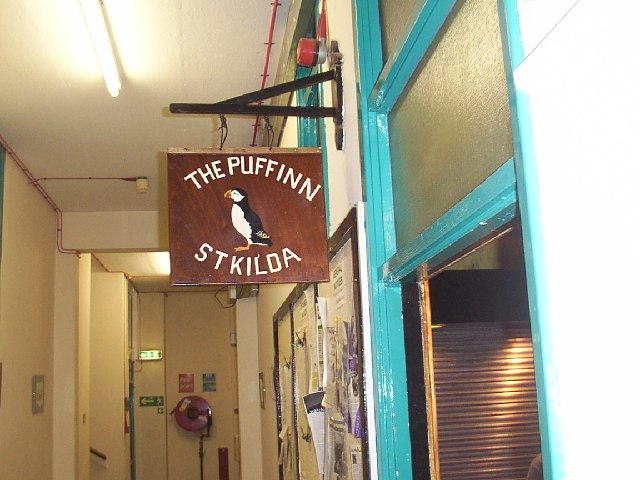
Le Puff Inn, premier débit de boisson sur l'archipel, installé en 1957.

L'île n'a pas pris de part active à la Seconde Guerre mondiale, pendant laquelle elle se trouvait complètement abandonnée. Cependant, trois avions s'y écrasèrent pendant cette période : un Bristol Beaufighter LX798 basée à Port Ellen sur Islay s'écrasa sur le Conachair à 100 m du sommet pendant la nuit du 3 au 4 juin 1943. Un an plus tard, juste avant minuit le 7 juin 1944, soit au lendemain du débarquement en Normandie, un hydravion Short Sunderland ML858 fut totalement détruit à la pointe de Gleann Mòr ; une petite plaque dans l'église est dédiée à ceux qui sont morts dans cet accident. En 1943, un bombardier Vickers Wellington s'écrasa sur la côte sud de Soay, et aucun effort ne fut fait pour examiner l'épave avant 1978 ; son identité n'a pas été déterminée avec certitude, mais on a découvert un insigne de la Royal Canadian Air Force, ce qui suggère qu'il peut s'agir du HX448 de la septième unité aérienne, porté disparu pendant un exercice le 28 septembre 1942. Une autre possibilité est le LA995 qui fut perdu le 23 février 1943,.
En 1955, le gouvernement britannique décida d'incorporer l'archipel dans sa zone de détection de missiles basée sur l'île de Benbecula, où des tirs d'essais et des vols étaient effectués dans ce qui est depuis 1957 le Deep Sea Range et le Royal Artillery Guided Weapons Range, Hebrides. Deux ans plus tard, l'archipel fut de nouveau habité. Depuis, un ensemble de bâtiments militaires et pylônes ont été érigés, comprenant le premier débit de boisson de l'île, le Puff Inn. Le ministère de la défense loue l'archipel au National Trust for Scotland pour un prix symbolique. Depuis 1957, l'île principale de Hirta est occupée toute l'année par des personnes travaillant à la base militaire (des civils en grande majorité) et des scientifiques qui mènent des recherches sur des moutons de Soay sauvages.

## Conservation de la nature
À sa mort le 14 août 1956, le marquis de Bute qui avait racheté les îles en 1931 les légua par testament au National Trust for Scotland, à condition qu'il accepte l'offre dans les six mois. Après des hésitations, le comité exécutif accepta en janvier 1957. La lente rénovation et conservation du village commença, la plus grosse partie étant assumée par des équipes de volontaires venant l'été. De plus, des recherches scientifiques commencèrent sur la population presque sauvage du mouton de Soay, et sur d'autres aspects de l'environnement naturel. En 1957, l'endroit fut désigné comme réserve naturelle nationale, c'est-à-dire une réserve naturelle revêtant un intérêt d'importance nationale pour les sciences de la Terre.
En 1986, les îles devinrent le premier endroit d'Écosse à être inscrit au patrimoine mondial de l'humanité par l'UNESCO, pour ses caractéristiques terrestres. En 2004, le patrimoine considéré fut élargi pour prendre en compte une grande partie des caractéristiques marines. En 2005, Saint-Kilda devint l'un des 24 lieux à recevoir le statut de patrimoine mondial en type mixte, c'est-à-dire à la fois pour son importance naturelle mais aussi culturelle. Les îles partagent cette particularité avec des sites d'importance tels que Machu Picchu au Pérou, le Mont Athos en Grèce et le parc du Drakensberg en Afrique du Sud. L'archipel relève également des monuments historiques, est un National Scenic Area (conservation propre à l'Écosse et administrée par le Scottish Natural Heritage), un site d'intérêt scientifique particulier et une Zone de protection spéciale (créée par l'union européenne pour la protection des oiseaux sauvages).
Les yachts peuvent s'abriter à Village Bay, mais ceux désirant accoster doivent contacter le National Trust for Scotland au préalable. En effet, on craint l'introduction d'animaux ou espèces de plantes non-originaires de l'île dans cet environnement fragile. L'environnement marin de l'archipel, avec ses cavernes englouties, arches et abîmes offre un spectacle jugé fascinant pour la plongée sous-marine. Les mouvements des vagues produits par la puissante houle de l'Atlantique nord y sont observés jusqu'à 70 m de profondeur.
En 2008, le National Trust for Scotland reçut le soutien du ministre écossais de l'environnement, Michael Russell, pour son plan visant à s'assurer qu'aucun rat ne débarque du Spinningdale, un navire de pêche battant pavillon britannique et appartenant à des Espagnols, échoué sur Hirta. Il y avait des inquiétudes quant à des répercussions sur les oiseaux de l'île. Les vecteurs de pollution du navire (comme le fioul, les huiles et les provisions) furent extraits avec succès par une compagnie de sauvetage néerlandaise, Mammoet, et ce, avant la saison de reproduction des oiseaux débutant en avril.

## Architecture

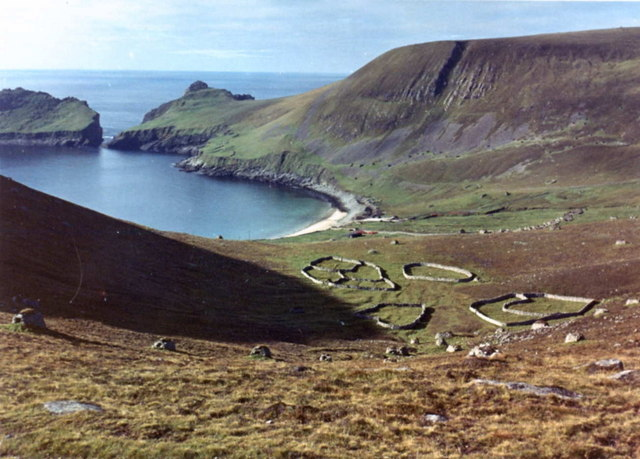
Enclos dans l'ancien village, avec l'ombre d'Oiseval s'étendant à gauche. Matinée de septembre 1967.

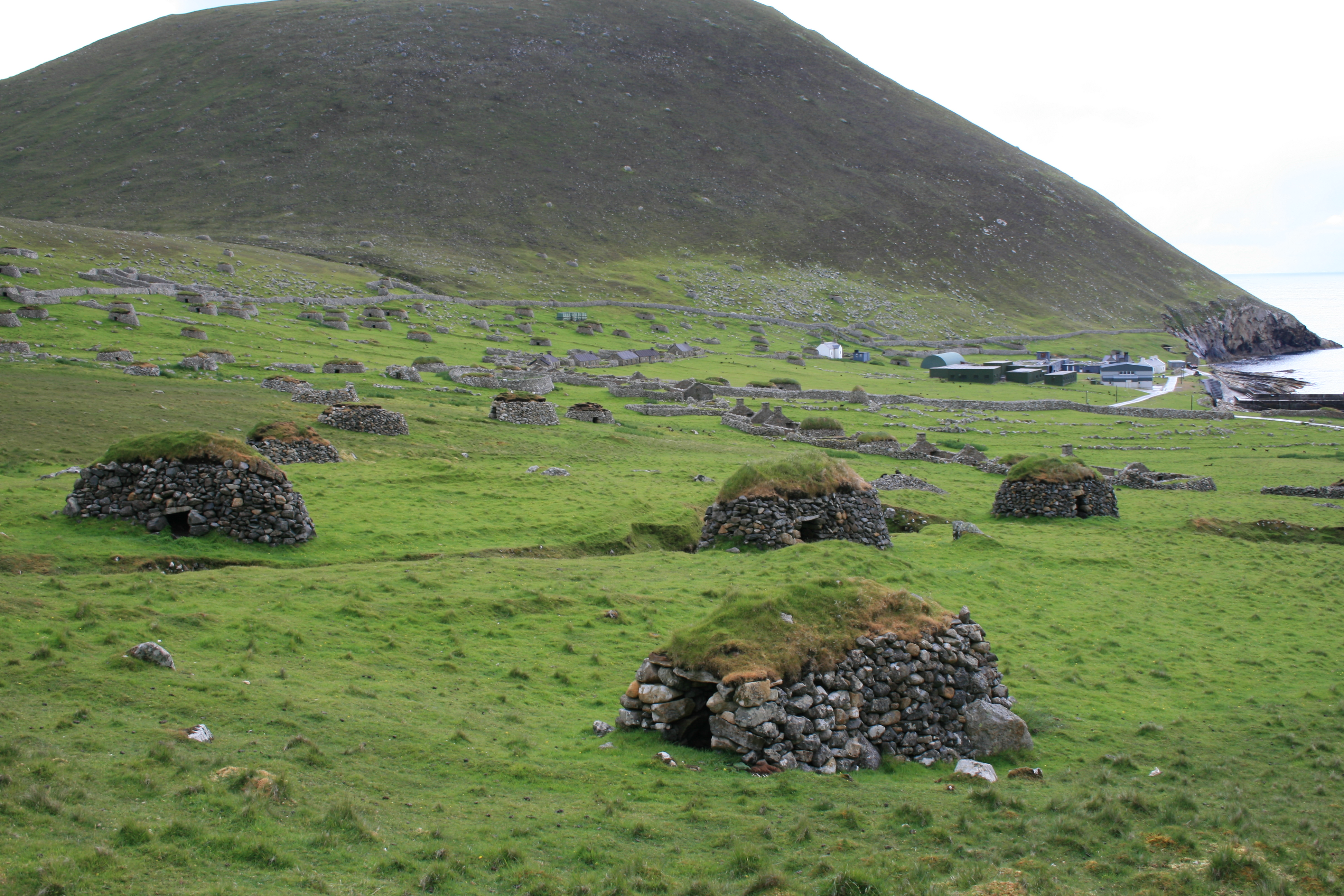
Cleitean servant d'entrepôts et particulièrement nombreux sur l'archipel.

### Bâtiments de la Préhistoire

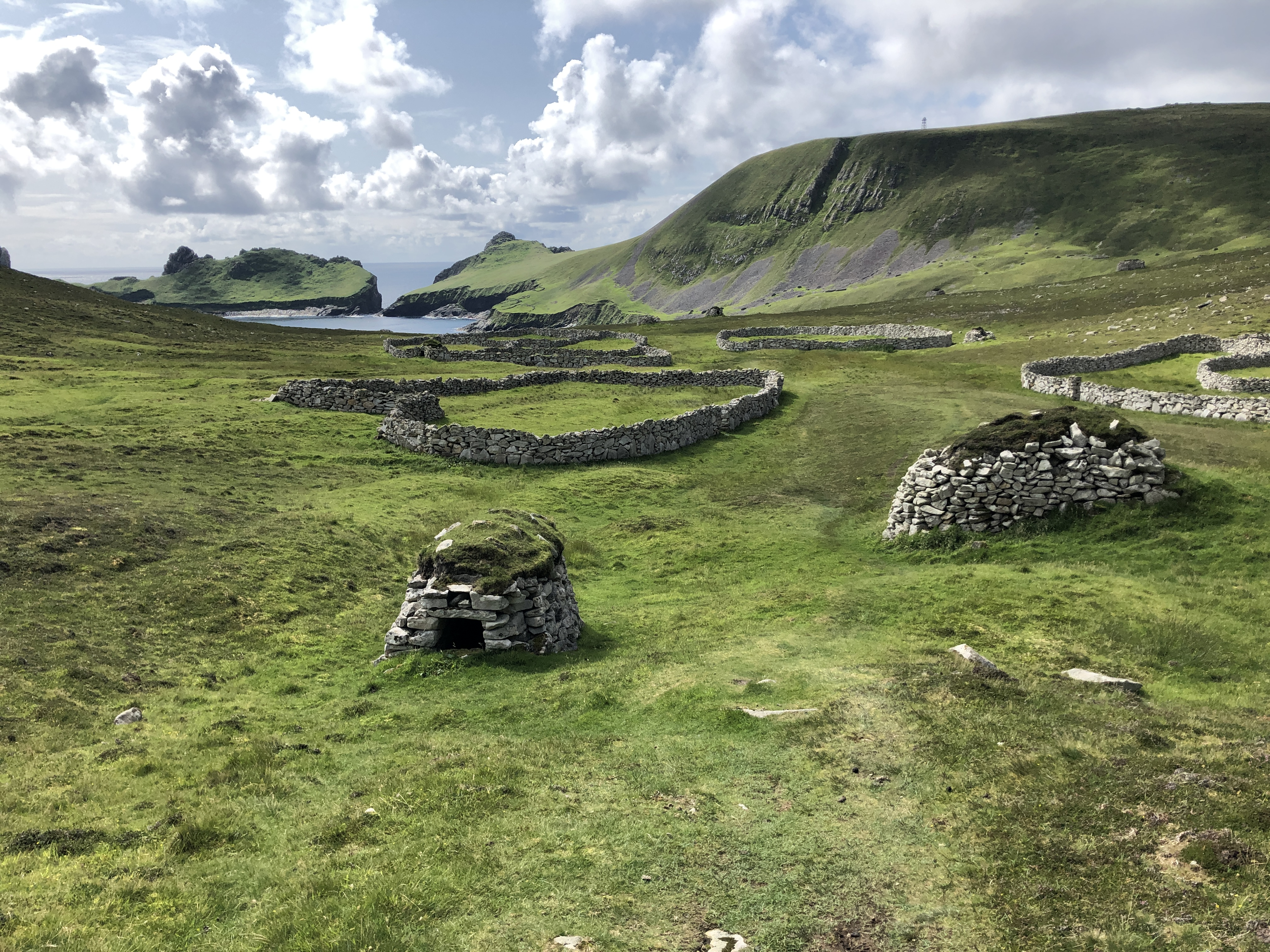
Structures préhistoriques et postérieures à Saint-Kilda vers Gleann Mòr un jour ensoleillé. Aout 2019.

Les plus anciennes structures de Saint-Kilda en sont aussi les plus énigmatiques. De grands enclos pour les moutons se trouvent à l'intérieur des terres, à partir de l'ancien village de An Lag Bho'n Tuath (« Le creux du nord ») et consistent en de curieux cercles de pierres. Des échantillons du sol ont suggéré une date de 1850 avant Jésus-Christ. À Gleann Mòr, au nord-ouest de Village Bay et au-delà de la crête centrale de Hirta, se trouvent vingt structures, principalement des ruines avec une cour principale de 3 × 3 mètres, deux plus petites « cellules » ou plus, et une cour de devant formée de deux murs inclinés ou en forme de corne. Rien de similaire à ces enclos et à ces habitations n'existe ailleurs au Royaume-Uni et en Europe, et leur utilisation d'origine reste inconnue, bien que Fleming suggère l'hypothèse de structures pictes entre le Ve siècle et le IXe siècle. On trouve également à Gleann Mòr la Taigh na Banaghaisgeich, ou « maison de l'amazone ». Martin décrivit en 1703 les contes de Saint-Kilda à propos de cette femme guerrière :

« Cette amazone est bien connue dans leurs traditions : sa maison ou ferme de pierre existe toujours ; certains des insulaires y habitent tout l'été, bien qu'elle puisse avoir des centaines d'années ; l'ensemble est en pierre, sans aucun bois, chaux, terre ou mortier pour la cimenter, et est construit en forme de cercle à la manière d'une pyramide vers le haut, avec un conduit d'aération pour le feu qui est toujours au milieu du sol ; les pierres sont longues et minces, ce qui compense le manque de bois ; cette maison ne contient pas plus de neuf personnes assises ; il y a trois lits ou de petites voutes sur les côtés du mur, un pilier entre chaque lit, chacun contenant cinq hommes ; à l'entrée d'une de ces cellules se trouve une pierre [sur laquelle] on dit qu'elle déposait habituellement son casque ; il y a deux pierres de l'autre côté, sur laquelle elle aurait posé son épée : on dit qu'elle était passionnée de chasse . »

Des histoires similaires d'une femme guerrière chassant sur les terres maintenant submergées entre les Hébrides extérieures et Saint-Kilda ont été mentionnées à Harris.

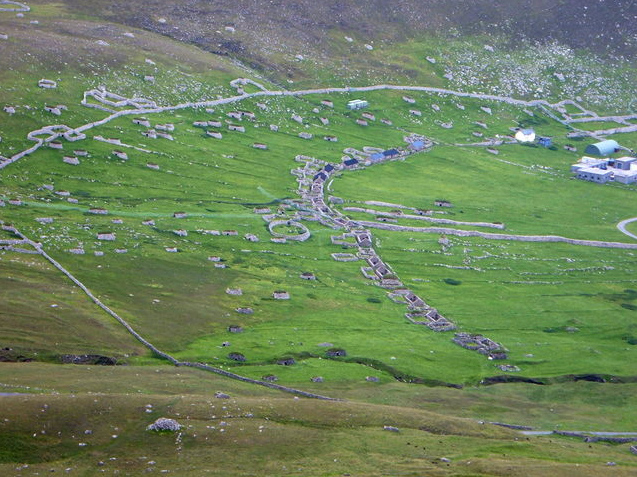
Le village entouré d'un mur d'enceinte, avec sa rue du XIXe siècle et la nouvelle base militaire sur la droite.

### Village médiéval
Le village médiéval se trouve à proximité de Tobar Childa, à environ 350 m du rivage, au pied des pentes du Conachair. Le plus vieux bâtiment est un passage souterrain avec deux petites annexes appelé Taigh an t-Sithiche (maison des fées), qui remonte entre le Ve siècle av. J.-C. et le IVe siècle. Les insulaires pensent qu'il s'agissait d'une maison ou d'une cachette, bien qu'une théorie plus récente suggère qu'il s'agissait d'un entrepôt de glace. Il subsiste de vastes ruines des murs des champs et des cleitean, ainsi que les vestiges d'une maison médiévale avec une annexe en forme de ruche. À proximité, on trouve la Maison du Taureau, une structure rectangulaire dépourvue de toit dans laquelle le taureau de l'île était gardé pendant l'hiver. Tobar Childa a deux sources se trouvant juste dehors du mur d'enceinte, construit autour du village pour éviter que les troupeaux n'aillent dans les terres cultivées. On dénombre de 25 à 30 maisons, la plupart étant des maisons traditionnelles des Hébrides (black house), mais certaines plus anciennes étaient faites en encorbellement et mottes de gazon (protégeant de la pluie et du vent) plutôt que de chaume ; les anciens bâtiments tenaient plus d'un monticule vert que de demeures,.
Enfin, la maison numéro 16 du village actuel a une ancienne croix chrétienne en pierre construite dans la façade, qui pourrait remonter au VIIe siècle.

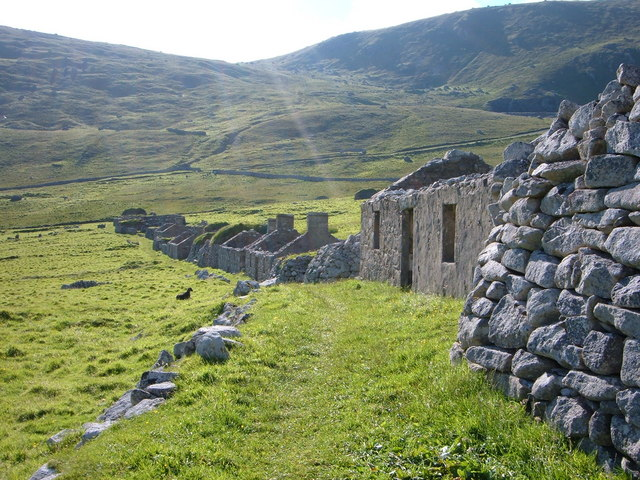
Avant les travaux de restauration dans la rue.

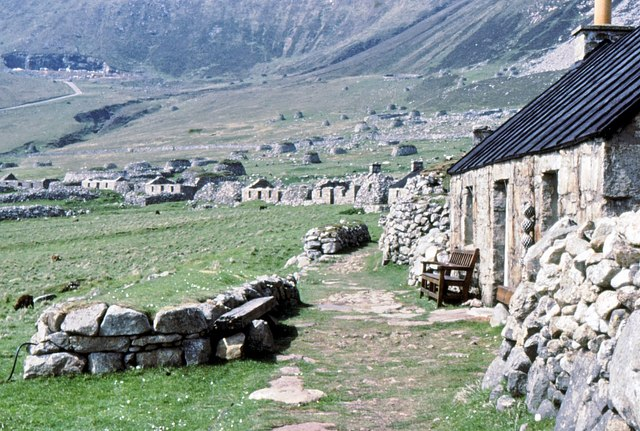
État intermédiaire avec la première maison à droite.

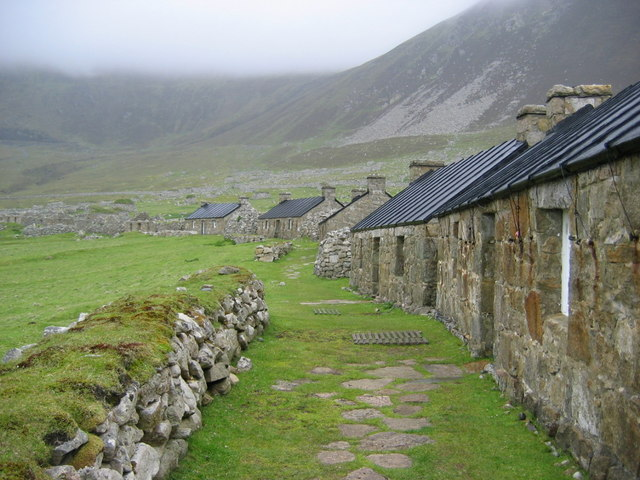
Fin des travaux de restauration dans la rue.

### Structures post-médiévales
Avec l'abandon du village médiéval, le mur d'enceinte fut construit en 1834 et un nouveau village conçu entre Tobar Childa et la mer, à quelque 200 m en contrebas de la pente. Ceci fut le résultat de la visite de Sir Thomas Dyke Acland, Membre au parlement du Royaume-Uni. Choqué par les conditions de vie primitives, il fit une donation permettant de construire un village nouveau de 30 black houses. Elles durent être renforcées après que de nombreuses demeures furent endommagées par la forte tempête d'octobre 1860; ces demeures furent alors utilisées comme étables plutôt que d'être réparées. D'après l'analyse d'Alasdair MacGregor sur ce village, les 16 petites maisons au toit en zinc parmi les black houses ont été construites vers 1862.
La maçonnerie à pierres sèches était utilisée pour construire ces maisons, qui avaient des murs épais et utilisaient les mottes de gazon pour la toiture. Chacune avait typiquement une seule petite fenêtre et une petite ouverture permettant de laisser sortir la fumée du feu de tourbe qui brûlait au centre de la pièce et noircissait les murs de suie. Le bétail occupait une extrémité de la maison en hiver. Une des ruines les plus intéressantes de Hirta est la maison de Lady Grange (1679 - 1745), alias Rachel Erskine, la fille de John Cheislie de Dalry et Margaret Nicholson. Elle était mariée depuis 25 ans au sympathisant jacobite James Erskine of Grange lorsqu'il décida qu'elle avait pu surprendre trop de ses conspirations. Il l'enleva et l'emprisonna en secret pendant 6 mois à Édimbourg, d'où elle fut envoyée dans les Îles Monach à l'ouest des Hébrides extérieures ; elle y vécut isolée pendant deux ans alors qu'il prétendait qu'elle était morte. Elle fut ensuite amenée à Hirta, selon ses dires une « abominable, affreuse pauvre île puante » où elle vécut de 1734 à 1742. Après une tentative ratée d'évasion, Erksine la transféra à l'île de Skye où elle mourut. Sa « maison » est un gros cleit dans le pré du village. Lors de leur tour des Hébrides en 1773, Johnson et Boswell abordèrent le sujet : « après le repas », écrit Boswell, « nous discutâmes de l'extraordinaire histoire de l'envoi de Lady Grande sur Saint-Kilda et de son confinement là-bas pendant plusieurs années, sans aucun moyen de secours. Le docteur Johnson déclara que Si McLeod faisait savoir qu'il avait un tel endroit pour les dames désobéissantes, il pourrait en faire une île très lucrative ». L'histoire de Lady Grange inspira également de nombreux auteurs. Harriet Martineau (1802-1876) écrivit une nouvelle, The billow and the rock, dans laquelle elle décrit la solitude sur l'archipel :

« La saison s'écoulait, apportant les signes attendus de l'approche de l'été. Les vents vinrent de l'est au lieu de l'ouest, et se calmèrent en air doux. Les brumes qui l'avait couverte sur terre et mer se dissipèrent, et, alors que les jours s'allongeaient, permirent aux hauteurs pourpres du rocailleux Saint-Kilda d'être claires et nettes, tandis que le soleil se couchait derrière eux. Les mauvaises herbes qui avaient noirci les côtes de l'île à la fin de l'hiver étaient maintenant parties des sables argentés. »

L'épître de Lady Grange à Edward D. est un poème de William Erskine décrivant cette situation sous un angle romantique,:
| Original « Rave, ye fierce winds, ye angry furges, roar; Climb the rude cliffs that circle Kilda's shore. The tempest rolls along the troubled heaths, The lightning glares, and yet Matilda breathes. Blasting the groves the flame-wing'd torrents speed, Yet glide innocuous o'er this guilty head. Yes, I have scorn'd thy laws, in love sublime, And glore in th'inexpiable crime! Strike, strike this tortur'd heart, this den of care, And bear me from the world, -and from despair! » | Traduction indicative « Levez-vous, ô vents féroces, ô vagues furieuses, mugissez; Escaladez les rudes falaises qui encerclent la rive de Kilda. La tempête gronde sur les landes troublées, Les éclairs éblouissent, mais Matila respire. En rafale sur les bosquets, les torrents aux ailes de feu déferlent Mais glissent inoffensifs sur cette tête coupable. Oui, j'ai méprisé ta loi, sublime dans l'amour Et glorifiée dans le crime inexpiable ! Frappez, frappez ce cœur torturé, cet antre de tourments, Emportez-moi hors du monde – et du désespoir ! » |

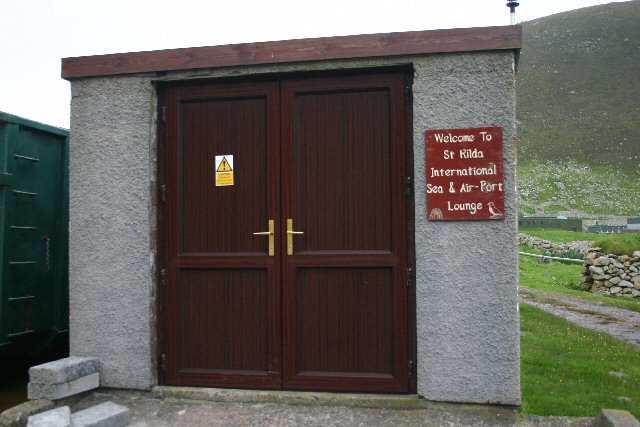
L'aéroport international de Saint-Kilda.

Les années 1860 virent des tentatives infructueuses pour améliorer l'appontage en faisant exploser des rochers. Un petit embarcadère fut érigé en 1877 mais fut balayé par une tempête deux ans plus tard. En 1883, des représentants de la Commission Napier (chargée des conditions de vie des fermiers des Highlands et des îles) suggérèrent une construction de remplacement, mais ce ne fut qu'en 1901 que le Congested Districts Board alloua un ingénieur permettant l'achèvement d'une construction l'année suivante.
À un certain moment de son histoire, il s'élevait jusqu'à trois églises sur Hirta. L'église du Christ, sur l'emplacement du cimetière et au centre du village, fut utilisée en 1697 et était la plus grande, mais son toit de chaume était trop petit pour loger toute la population, et la plupart des gens devaient se rassembler dans le cimetière pendant l'office. L'église de Saint-Brendan se trouve à un kilomètre sur les pentes de Ruival, et celle de Saint-Comubia à l'extrémité ouest de la rue du village, mais il ne nous est parvenu que très peu de ces bâtiments. Une nouvelle église et un presbytère furent érigés à l'extrémité est en 1830, ainsi qu'une maison pour le syndic en 1860,.
Hirta, est célèbre pour ses innombrables petites constructions en pierre sèche baptisées cleitean (pluriel) en gaëlique écossais et cleits (pluriel) en anglais.
Étant implantés en terrain pentu, les cleitean sont généralement disposés dans le sens de la plus grande pente, avec leur façade plane regardant l’amont et leur arrière arrondi tourné vers l’aval. Pour résister à la poussée au vide, le côté tourné vers l’aval est bâti en forme d’abside au fruit très marqué. L’entrée est une ouverture basse, aux piédroits convergeant l’un vers l’autre. Généralement formés de grandes dalles ou de blocs allongés, les piédroits sont coiffés d’une grosse dalle formant linteau. L'entrée était provisoirement murée par une demi-douzaine de grosses pierres empilées les unes sur les autres ; seuls les cleitean les mieux construits avaient une porte en bois.
Sur le plan constructif, les cleitean sont formés de deux murs encorbellés rectilignes ou convexes qui sont symétriquement opposés et séparés par un intervalle de 0,90 à 1,20 m à la base. Ces murs convergent l’un vers l’autre, jusqu’à un plafond de grosses dalles juxtaposées vers 1,20 m - 1,50 m de hauteur. À une extrémité, les deux murs s’incurvent et se rejoignent pour former une abside, tandis qu’à l’autre, leurs têtes se rejoignent pour former l’entrée. Le parement des pierres des encorbellements est en biseau. Les dalles du plafond présentent des traces d’équarrissage. À l’encorbellement des parois intérieures correspond le fruit très marqué des parois extérieures. Les blocs de granit sont disposés et agencés avec soin, mais leur forme irrégulière rend difficile tout assisage.
Les blocs les plus gros sont employés dans la partie inférieure, les pierres les plus petites dans la partie supérieure.
L’étanchéité est obtenue grâce à une épaisse couche de terre, en forme de lentille bombée, déposée sur le plafond de dalles et recouverte de mottes de gazon. L’absence de mortier, jointe à la forme des pierres, expliquent pourquoi ces maçonneries laissent passer l’air et le vent mais non pas la pluie. Mais cette caractéristique conditionne la fonction des bâtiments, celle de séchoir polyvalent.
Comme les habitants de Hirta étaient agriculteurs et éleveurs de moutons mais surtout exploitaient les oiseaux de mer et leurs œufs sur les îles environnantes, les cleitean, au nombre de 1 300 sur Hirta et de 170 sur les autres îles, jouaient un rôle fondamental dans la conservation de ces diverses ressources. Utilisés comme resserres universelles jusqu'en 1930, date du départ des derniers insulaires, les cleitean abritaient la tourbe (400 cleitean dans les années 1830), les filets de pêche, les pièges, les cordes d'escalade, les céréales (blé, orge, avoine), les pommes de terre (au XIXe siècle), la viande de mouton salée, le poisson fumé, les carcasses salées d'oiseau de mer, les œufs mis dans la cendre de tourbe, les plumes d'oiseaux, le fumier, le foin, et les agneaux en hiver.

### Bâtiments sur les autres îles
Sur Dùn ne reste qu'un seul mur, désormais en ruine, qui aurait été construit il y a fort longtemps par la race mythologique des Fir Bolg. Le seul refuge est Sean Taigh (« vieille maison »), une caverne naturelle parfois utilisée comme abri par les insulaires lorsqu'ils gardaient les moutons ou attrapaient des oiseaux. Soay a un abri primitif, connu sous le nom de Taigh Dugan (« la maison de Dugan ») et consistant en un trou creusé sous une grosse pierre, avec deux murs grossiers sur les côtés. L'histoire de sa création se rapporte à deux frères de Lewis, voleurs de moutons, qui vinrent à Saint-Kilda seulement pour semer des troubles : Dugan fut exilé sur Soay où il mourut, tandis que l'autre, Fearchar Mòr, fut envoyé sur Stac an Armin où il trouva la vie si insupportable qu'il se précipita dans la mer.
Boreray possède la structure plus élaborée du Cleitean MacPhàidein, un village de cleit avec trois petites maisons très rudimentaires utilisées régulièrement pendant les expéditions de chasse aux oiseaux. On y trouve également les ruines de Taigh Stallar (« la maison de l'intendant »), qui était similaire à la maison de l'amazone de Gleann Mòr bien qu'un peu plus grande et avec six espaces pour les lits. La tradition locale veut qu'elle ait été construite par l'Homme des Rochers, qui conduisit une rébellion contre l'intendant du propriétaire. Il pourrait s'agir d'un exemple de wheelhouse de l'âge de fer. À cause de l'épidémie de variole sur Hirta en 1724, trois hommes et huit garçons y furent abandonnés jusqu'en mai de l'année suivante. Enfin, Stac an Armin est occupée par 78 petits entrepôts (les cleitean) ainsi qu'un petit refuge. De façon plus surprenante, un petit refuge existe également sur l'escarpé Stac Lee, également utilisé par les oiseleurs.

## Médias et arts

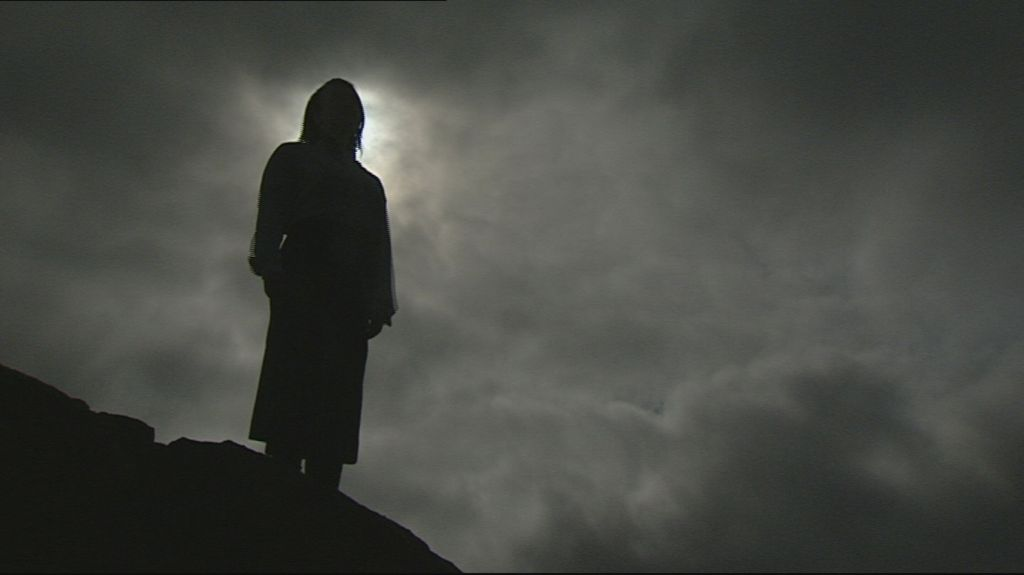
Silhouette en contre-jour prise pendant le tournage de l'opéra.

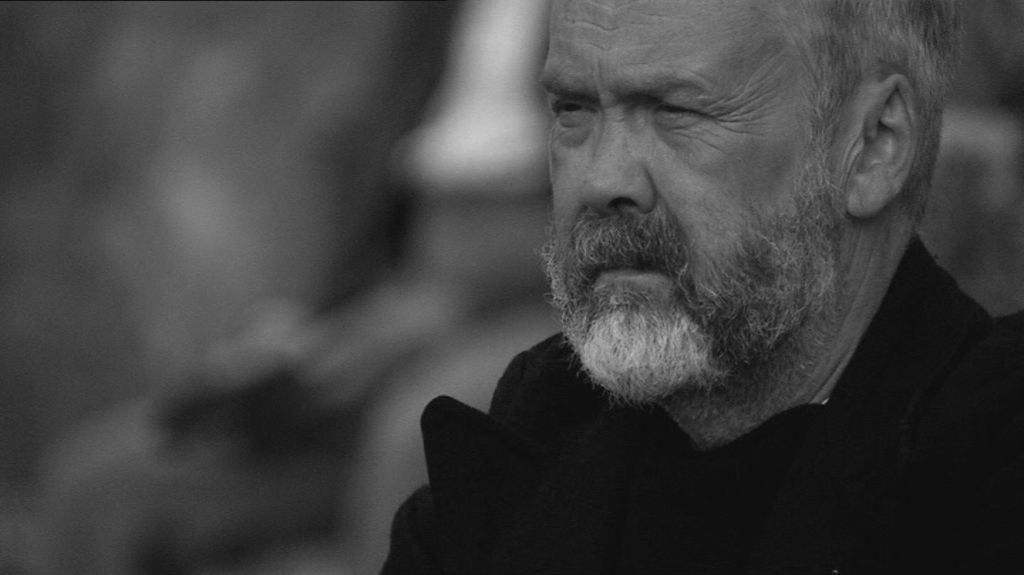
Portrait pris pendant le tournage de l'opéra.

Un film réalisé en 1937 par Michael Powell, À l'angle du monde, traite des dangers du dépeuplement d'une île et a été inspiré par l'évacuation de Saint-Kilda. Il n'a toutefois pas été tourné sur l'archipel de Saint-Kilda mais sur l'île de Foula dans l'archipel des Shetland,. En 1982, le cinéaste écossais Bill Bryden a tourné Ill Fares The Land, qui porte sur les dernières années de l'archipel, financé par la chaîne britannique Channel 4,. Une autre approche documentaire sur Saint-Kilda a été proposée au public par la série Britain's Lost World, diffusée sur les ondes à partir du 29 juin 2008.
L'île imaginaire de Laerg du roman Atlantic Fury, écrit en 1962 par Hammond Innes, s'inspire largement de Hirta, tandis qu'une nouvelle de l'écrivain Dorothy Dunnett The Proving Climb, publiée en 1973 dans l'anthologie Scottish Short Stories, se déroule à Saint-Kilda.
En 2007, un opéra en gaélique écossais intitulé St Kilda: A European Opera, a reçu un financement du gouvernement écossais. Il est l'œuvre de Lew Bogdan, directeur du Phénix à Valenciennes. Fondé sur l'histoire de Saint-Kilda, cet opéra européen cherche à sensibiliser son public sur la fragilité des sociétés humaines. Il a été interprété simultanément à six endroits, en Autriche (Hallstatt), Belgique (Mons), France (Valenciennes), Allemagne (Düsseldorf) et Écosse (Stornoway) au solstice d'été de 2007,,.
Le groupe écossais de folk rock Runrig a enregistré la chanson At the Edge of the World sur le thème de l'existence isolée des insulaires ; elle mentionne la façon dont « l'homme de Saint-Kilda tomba de la falaise un jour d'hiver ».
Le chanteur australien Nick Cave arbore, dans le clip de sa chanson More News from Nowhere, un t-shirt ironique « St Kilda beach », flanqué d'un cocotier.
En 2005, un sondage auprès des auditeurs de Radio Times a évalué Saint-Kilda « neuvième merveille naturelle des îles Britanniques ».
Les postes britanniques ont émis deux timbres représentant Saint-Kilda, en 1986 et 2004.
L'archipel sert de cadre à l'intrigue d'une bande dessinée de Pascal Bertho et Chandre en deux tomes, Livre I - Les esprits d'Hirta et Livre II - L'esprit de l'île, parue en novembre 2010.
En 2017, l'écrivain suisse Éric Bulliard, journaliste à La Gruyère, publie un roman intitulé L'adieu à Saint-Kilda. Ce roman a reçu le prix Édouard-Rod 2017 ainsi que le prix littéraire SPG 2018.
En 2024, l'Opéra de Lyon-Underground présente un spectacle Saint-Kilda, les îles du silence.